# Keresztény szerzetesség
A keresztény szerzetesség a katolikus és az ortodox egyházak azon intézménye, amely elsősorban az egyén tökéletesedését van hivatva szolgálni, az átlagosnál magasabb életeszményt állítva tagjai elé.
A keresztény szerzetesek ún. szerzetesrendekbe szerveződnek. Életük a tisztaság, szegénység és alázatosság hármas fogadalmán épül fel.
A szerzetesrenden az egyházuk által jóváhagyott szabályok, regulák szerint élő és általában közös fedél alatt, kolostorban (rendházban, monostorban, zárdában, klastromban) lakó szerzetesek (barátok), illetve szerzetesnők (apácák) közösségét (szerzet) értjük. A szerzetesek megszólítása eltér a keresztény felekezetek hagyományaiban. Általánosan elfogadott, hogy a római katolikusok a szerzeteseket és az apácákat testvérnek és nővérnek; míg az ortodoxok atyának és anyának hívják. Ez nem kizárólagos szabály, mert a megnevezésük változhat a renden belüli rangjuktól és a szerzetesrendi hagyománytól függően is.
A szerzetesrendeket sok szempont szerint lehet csoportosítani. Ezek közül a katolikus szerzetesrendek a legjelentősebbek. Csak itt alakultak ki nagy, nemzetközileg is elterjedt, egységes szabályokra és irányításra épülő szerzetesrendek (például: bencések, ferencesek, piaristák stb.). Ráadásul a katolicizmuson belül alakultak ki egyedül olyan szerzetesi társulatok, amelyek nem csak a világtól elvonultan imádják Istent, hanem a társadalomban is dolgoznak.

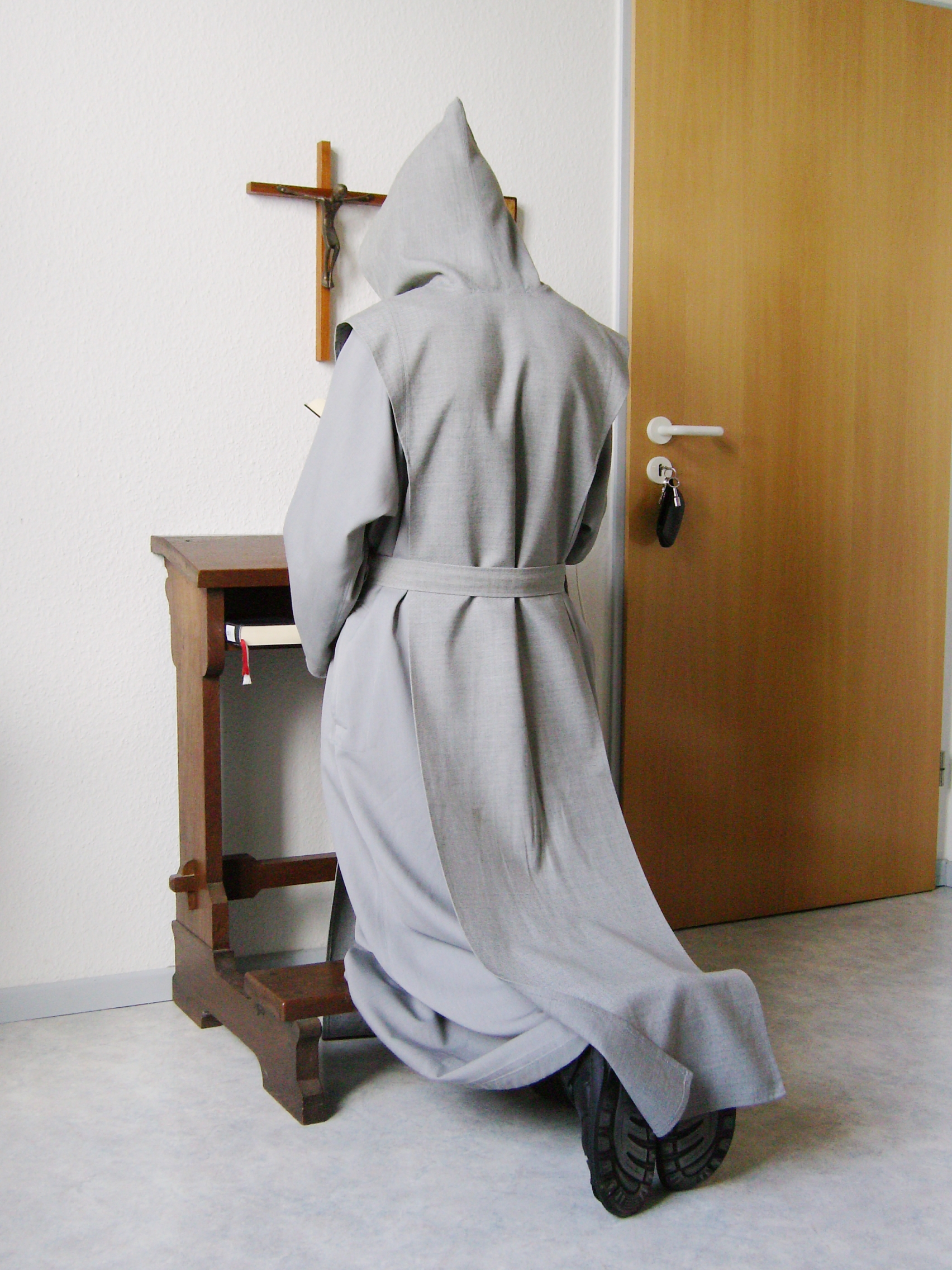
Trappista szerzetes imádkozik a cellájában

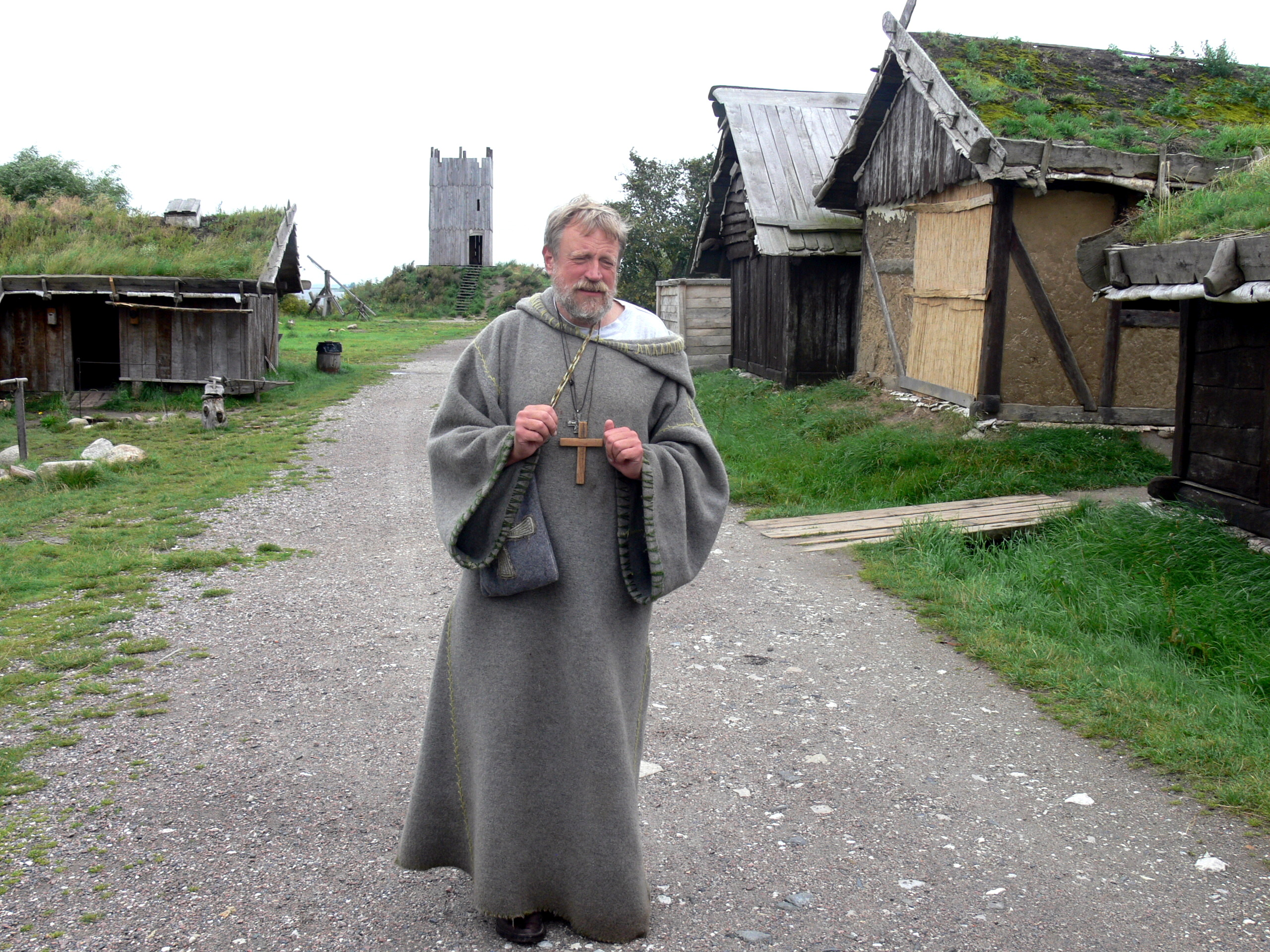
Szerzetes egy viking múzeumfaluban

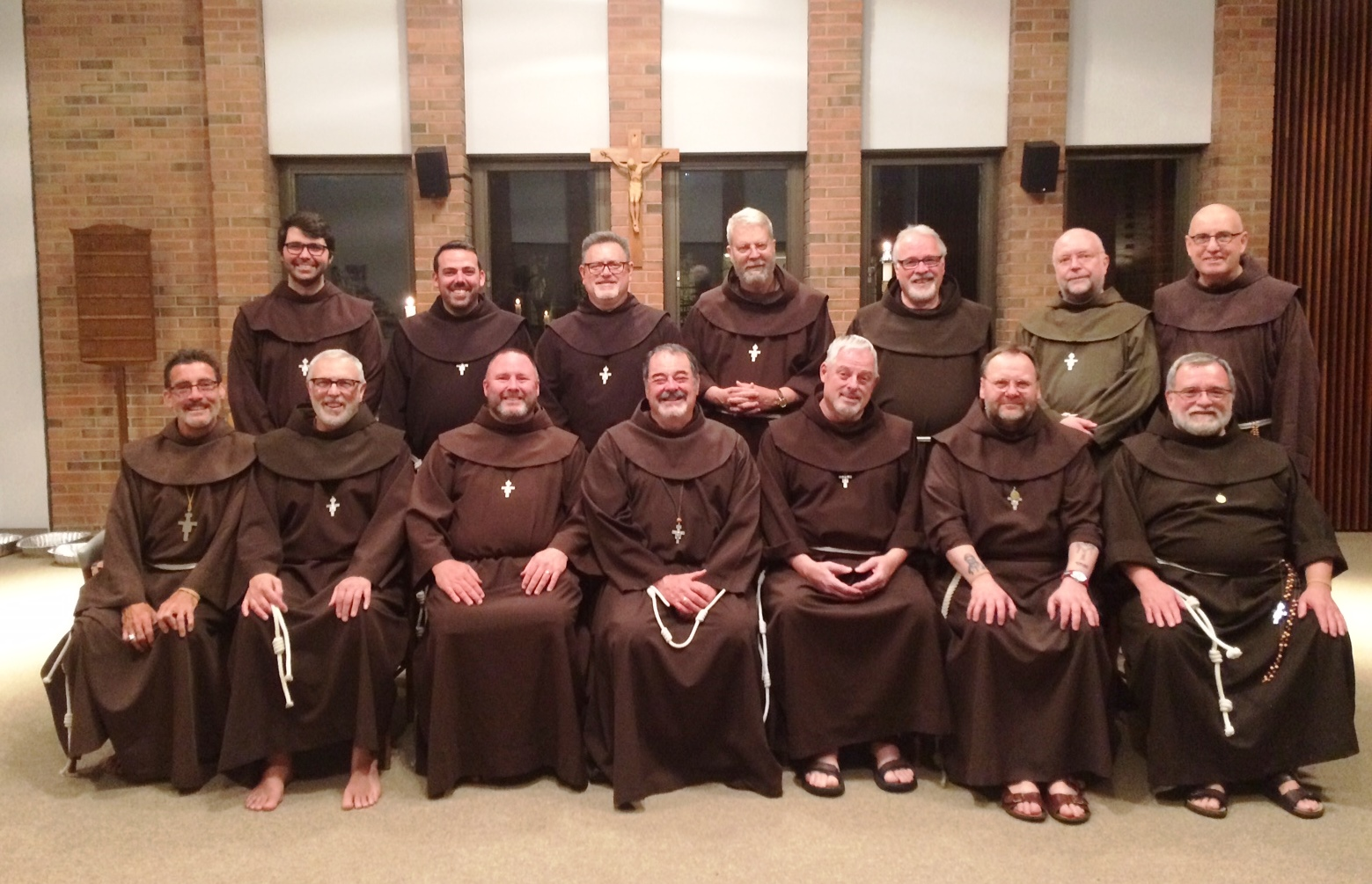
Anglikán szerzetesek Chicagoban

## Története

### Őskeresztények
Az ősegyház nagy követelményeket állított a hívek elé és szigorú fegyelmet tartott fenn. A gyülekezetek tagjai, akik a nagyon közeli időre várták Krisztus második eljövetelét, a parúziát és a vele összekapcsolt világ végi nagy ítéletet, szigorú aszkéta élettel készültek erre a nagy eseményre. Hitték, hogy testüknek a megtartóztatása, a testi vágyak megfékezése hasznára lesz a léleknek, biztosítani fogja annak üdvösségét. A feltehetőleg az 1. század végén keletkezett „Didakhé” című irat arról tanúskodik, hogy a korabeli keresztények hetenként kétszer, szerdán és pénteken szigorú böjtöt tartottak, a többi napon pedig gyakran a húseledeltől is tartózkodtak.

### 2. század

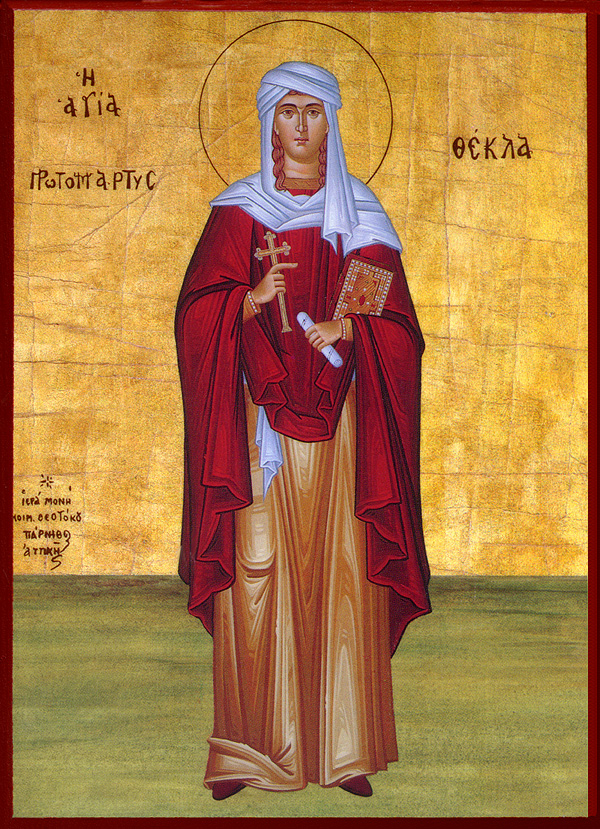
Szt. Teklát (aki állítólag Pál tanítványa volt) a szűzek és a korai keresztény aszkéták a szüzesség mintaképeként tisztelték

Még a 2. században is sokan lemondtak a házasságról és vagyonukról (ld. → anyagi lemondás). Az önmegtagadás eszményét képviselték és az imádságnak és a jótetteknek szentelték magukat (ld. → szolgálat). 
Euszébiosz, az ókeresztény író, feljegyezte „Egyháztörténet” című művében, hogy egy bizonyos Alkibiadész, aki Lugdunumban (Lyon) 178-ban szenvedett vértanúhalált, milyen nyomorúságos életet élt, semmi mást nem vett magához táplálékul, csak kenyeret és vizet. Sokan a házasélettől is tartózkodtak Szent Pálra hivatkozva, aki a nem házasoknak és az özvegyeknek azt a tanácsot adta, hogy maradjanak meg abban az állapotban, amelyben vannak.

### A szerzetesség kezdetei
Nagy Konstantin vallásszabadsága után a tömeges megtérések, illetve áttérítések vallási közömbösséget idéztek elő. A buzgóbbak ezért a megszentelődés szándékával elhagyták a városi közösségeket  (természetesen az elvonulás más okairól is beszélhetünk, pl. a felelősség előli menekülés). Az aszkéták a gyülekezetektől elkülönülten kezdtek élni, miközben sokan továbbra is szeretetszolgálatot végeztek, rabokról, betegekről, árvákról gondoskodtak. 
A keresztény szerzetesség dokumentáltan a 3. század közepétől mutatható ki, először Keleten, majd a 4. századtól Nyugaton is. Az első ismert, Istennek szentelt életű aszkétákat, akik regula és fennhatóság nélkül éltek, Szent Jeromos remnuothoknak, Cassianus szarabaitoknak nevezte. Ők voltak az első ókeresztény szerzetesek, akikről – noha megnevezés nélkül – már Tamás (apokrif) evangéliuma is beszámol.
A mai keresztény szerzetesség alapjai a 4. század elejéről, körülbelül 332-től erednek. A Remete Szent Antal, Szent Pakhomiosz, valamint Cassianus által szervezett, a mai szerzetesrendektől igen eltérő remetekolóniákból fejlődtek ki Egyiptomban az első szervezett rendek.
A Közel-Keleten virágzó aszketikus életet találunk a 4. és 5. század folyamán. Itt fejlődött ki az önsanyargatás egy sajátos formája, a sztilitizmus. A sztiliták abban látták a világtól való teljes elszakadásnak és a nagyobb tökéletességre jutásnak a biztos eszközét, hogy minél magasabb oszlop tetején, vezekelve éljék le életüket.
A korai egyházírók a monasztikus életformával kapcsolatban többféle típust különböztettek meg :
| Név                     | Életforma                                | Megítélésük |
| ----------------------- | ---------------------------------------- | ----------- |
| anakhóréták             | A sivatag és a puszta magányában élnek   | jó          |
| cenobiták               | Már közösséget alkotnak                  | jó          |
| remobothok, szarabaiták | A csavargó, léhűtő életet élő monachusok | rossz       |
| girovágusok             | vándor monachusok                        | rossz       |

A 4. századtól kezdve a tartományi zsinatok is foglalkoztak az „aszkéták rendjével” és az „Istennek szentelt szüzekkel”, mint az egyház által elismert életmódot követőkkel. Azok számára pedig, akik méltatlanná váltak választott eszményükhöz, büntetéseket helyeztek kilátásba. Az elvirai zsinat pl. kizárta az egyház közösségéből azokat a szüzeket, akik nem tartották meg Istennek tett ígéretüket, az ankürai zsinat (314) pedig szigorú vezeklést írt elő mindazoknak, akik szüzességet fogadtak, de fogadalmukat megszegték. A laodikeai zsinat megtiltotta az aszkétáknak, 
hogy kocsmába járjanak vagy asszonyokkal együtt fürödjenek. A gangrai zsinat (340 körül) kiközösítéssel sújtotta azt az aszkétát, aki megszegi az egyház által előírt böjtöket, azon a címen, hogy ő már elérte a tökéletességet.
Az aszketikus életmód népszerűsödésére nagy hatást gyakoroltak a 4. században megindult szentföldi zarándoklatok is, amelyeknek a résztvevői közvetlen tapasztalatokat szerezhettek a palesztinai aszkéták önmegtagadó életéről. Mindezen hatások következtében, amelyeknek a hátterében az egyházon belül dúló ún. dogmatikai harcok okozta bizonytalanság és a népvándorlás zavaraiból fakadó világvég váró hangulat is meghúzódott, az aszkéta életmód, a szerzetesség gyorsan elterjedt Nyugaton. Az első kolostorok Itáliában, Észak- Afrikában és Galliában keletkeztek, legnagyobb számban pedig Írországban (Hibernia) szerveződtek, de épültek kolostorok Hispániában és Germániában is.
Az első női zárdák Rómában jöttek létre, amelyeknek a tagjai szövéssel és fonással tartották fönn magukat. Példájukat csakhamar követték a férfiak is. Szent Ágoston a 4. század végén a női zárdák mellett már számos férfikolostort is talált Rómában. Milánóban Szent Ambrus alapított kolostort, Szent Eusebius vercelli püspök a papjait kötelezte a közös, szerzetesi életre, Dél- Itáliában pedig Nolai Paulinus terjesztette el a szerzetességet. Az 5. századra már egész Itáliában és a környező szigeteken is meghonosodott a szerzetesi intézmény.
Galliában a pannóniai származású Tours-i Szent Márton honosította meg a szerzetességet, aki előbb Poitiers, majd Tours mellett létesített kolostort. Szerzetesei gyakran tettek térítő utakat Gallia pogányok lakta vidékein, akik a keresztény hit mellett a szerzetesi életeszményt is terjesztették. Gallia déli részén Szent Honoratus gyökereztette meg a szerzetességet, aki a Cannes közelében lévő szigeteken Pakhómiosz szellemében nagy szerzetesi közösséget hozott létre a V. század elején. Szerzetesei külön cellákban laktak, csak az imákat végezték közösen. Jobbára fizikai munkával, főleg földműveléssel, halászattal és hálókészítéssel foglalkoztak, de nagy gondot fordítottak a tanításra is.
A nyugati szerzetesség további fejlődésére a legnagyobb hatást Johannes Cassianus gyakorolta, aki 415 táján Massilia (Marseille) mellett egy férfi és egy női kolostort alapított, amely alapításokat számos további is követte, nemcsak Galliában, hanem Hispániában is.
Észak-Afrikában Szent Ágoston hippói püspök nevéhez fűződik a szerzetesség szélesebb körben történő elterjesztése, aki megtérése után szülőföldjén, Tagasztéban, majd Hippó városában telepedett le, hogy barátaival egészen Istennek szentelje magát és aszkéta életet éljen. Életmódját akkor sem változtatta meg, amikor püspökké szentelték, az volt ugyanis a meggyőződése, hogy a szerzetesi élet nem gátja, hanem inkább segítője a papi, a lelkipásztori munkának. Eladta vagyonát és szétosztotta a szegények között, majd maga köré gyűjtötte azokat a papokat, akik készek voltak példáját követni és vele együtt akartak élni. Hippó püspökeként is egy fedél alatt élt papjaival, a közösség asztaláról étkezett és abban a ruhában járt, amelyet a közös ruhatárból kapott. Ágoston megkövetelte szerzeteseitől az önmegtagadó életmódot, de elutasította a túlzó aszkézist.
A keleti ortodox egyházak szerzetesi rendszerének atyjaként Nagy Szent Vazult (görögösen Baszileosz) tisztelik; követőit bazilitáknak nevezték. Míg a nyugati világ rendjei Nursiai Szent Benedek fellépésétől eredeztetik magukat.

### Bencések
Nyugaton a kóborló és botrányokat okozó szerzetesek ellen a zsinatok ismételten felemelték szavukat, de eredménytelenül. Új, egységes regulára volt szükség, olyanra, amely határozott törvényeivel képes volt kiküszöbölni az elharapódzó visszaéléseket. Ezt a regulát Nursiai Szent Benedek alkotta meg, létrehozván ezáltal a bencés rendet. Benedek több sikertelen kísérlet után Monte Cassinón építette fel szerzeteseivel azt a kolostort, amelyben maradéktalanul bevezethette azt az életformát, amelyet a legalkalmasabbnak tartott a magasabb tökéletességre törekvő szerzetesei számára. Közösségét teljesen elzárta a külvilágtól oly módon, hogy nemcsak a hálótermek és a közösségi helyiségek voltak a kolostor falain belül, hanem a műhelyek és a raktárak is, hogy a szerzetesek még munkavégzés céljából se kényszerüljenek – a mezei munkát kivéve – a kolostor elhagyására. Szent Benedek korábbi példák alapján aprólékosan szabályozta a kolostor lakóinak mindennapi életét, megszabta közösségének szervezetét és felvázolta követői elé a szerzetesi eszményképet. Élete vége felé pedig, gyakorlati tapasztalatait is felhasználva, megalkotta a „Regulát”, azt a törvénykönyvet, amelynek előírásait minden követőjének meg kell tartania.
A bencések nagyobb arányú elterjedése azonban csak a 6. század végén indult meg, mikor az angolszász misszió felkarolásával munkába vette Nyugat- és Észak-Európa germán népeinek megtérítését. Nagy Károly idejében már a legjobban elterjedt rendje volt a nyugati kereszténységnek.

### Írország
Írországban a legkorábbi szerzetes közösségek az 5. század végén alakultak ki. A 7. század végére az ír szerzetesi iskolák Angliából és Európából is vonzották a hallgatókat. Az ír-skót szerzetesség fokozatosan egybeolvadt a benedeki formákkal és a bencés rendnek a 8. században olyan fényes virágzást biztosított, hogy körükből rajzott ki a térítők és tanítók egész serege a kontinens felé.

### Frank Birodalom
A Frank Birodalomban I. Lajos császár igyekezett támogatni a szerzetesség intézményét. Folytatta azt a Nagy Károly korabeli törekvést, amely szigorúbbá kívánta tenni a szerzetességi közösségek életét, s amely végül a Benedek-rendi szerzetesség megreformálásához vezetett.
Virágzottak a kolostori iskolák, ahol a görög és latin írókat magyarázták, tankönyveket szerkesztettek iskolai használatra. A bencés kolostorok voltak a szellemi élet központjai. A mai Franciaország területén: Tours, Corbie, Párizs, Bec ; a mai Németország, Svájc területén: Fulda, St. Gallen, Reichenau, Tegernsee; Itáliában: Monte Cassino, Bobbio, Farfa.
A Karoling birodalom felbomlása után erkölcsi süllyedés következett be a nyugati szerzetességben is.

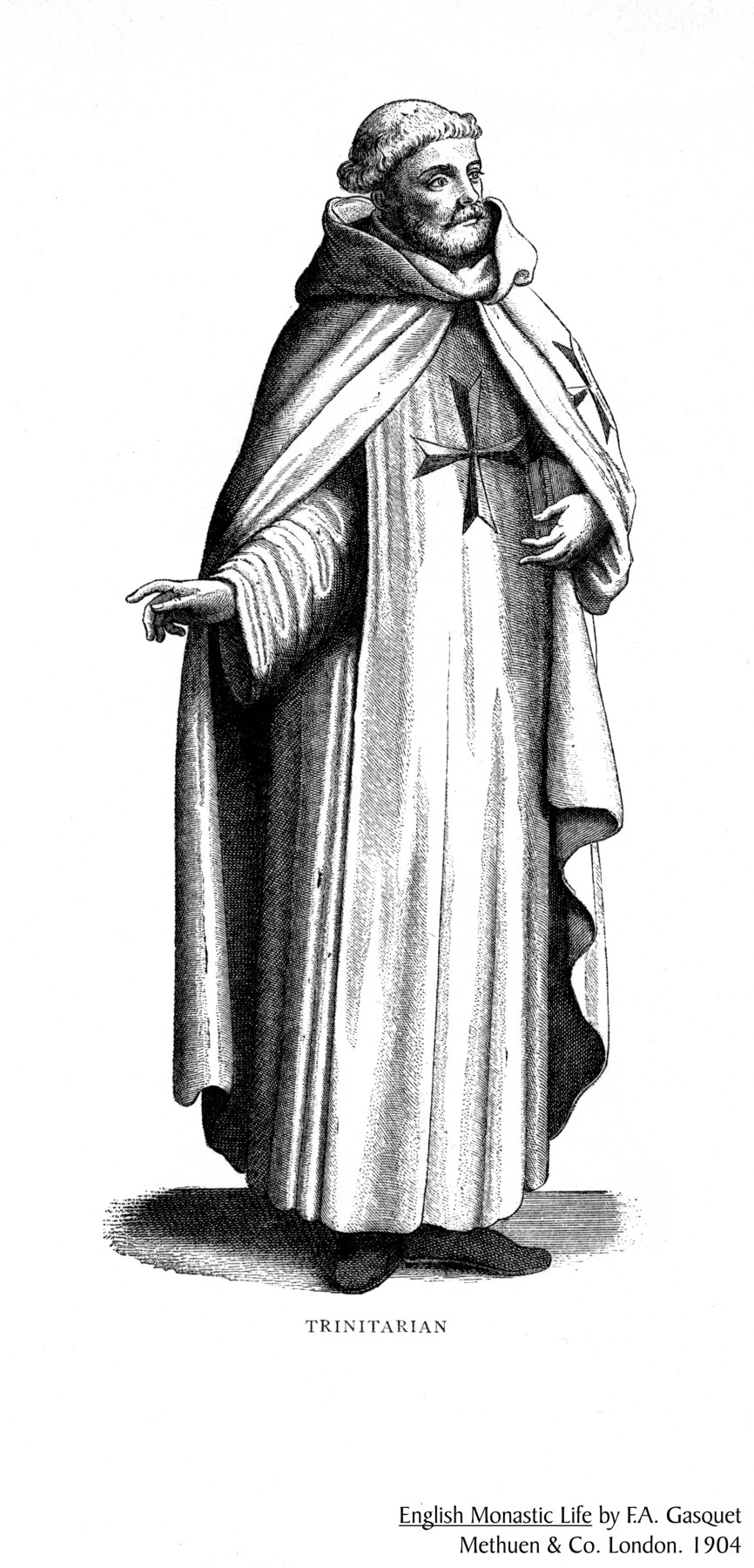
A trinitárius rend szerzetese

### Kanonokrendek
A bencés regula mellett követésre talált a Szt. Ágoston nevéhez fűződő ágostonos regula is. Ezt először a nagyobb városokban élő világi papok testületei, a káptalanok fogadták el. így léptek előtérbe a világi káptalanok kanonoktagjai (canonici saeculares) mellett a szabályozott, vagyis szerzetesi kanonokok (canonici regulares).
A vagyoni függetlenségre törekvő kanonokok nagy része felbontotta, illetve csupán a zsolozsma elmondására korlátozta a szerzetesi együttélést; kisebb részük ellenben nemcsak hogy fenntartotta az életközösséget, hanem célkitűzéseiben egyenesen az eredeti szent ágostoni elgondoláshoz tért vissza. Így a kanonoki intézmény idővel két részre oszlott; a chrodegangi alapon álló kanonokok továbbra is megtartották világi pap jellegüket (canonici saeculares), míg a szent ágostoni szabályzatot követők a 11. század végétől kezdve fokozatosan igazi szerzetesekké alakultak át (canonici reguläres). Az ily módon létrejött kanonoki rendek (ordines canonici) eleinte a monasztikus rendekhez hasonlóan a liturgikus istentisztelet végzését tekintették főfeladatuknak, de a 12. század elejétől a lelkészkedést és a hithirdetést is programjukba vették.
A középkor folyamán igen sok kanonoki rend keletkezett, de nagyobb jelentőségre csak a premontrei (Szt. Norbert, † 1134) és a trinitárius rend (Mathai Szt. János, † 1213 és Valois Szt. Bódog, † 1212) emelkedett.

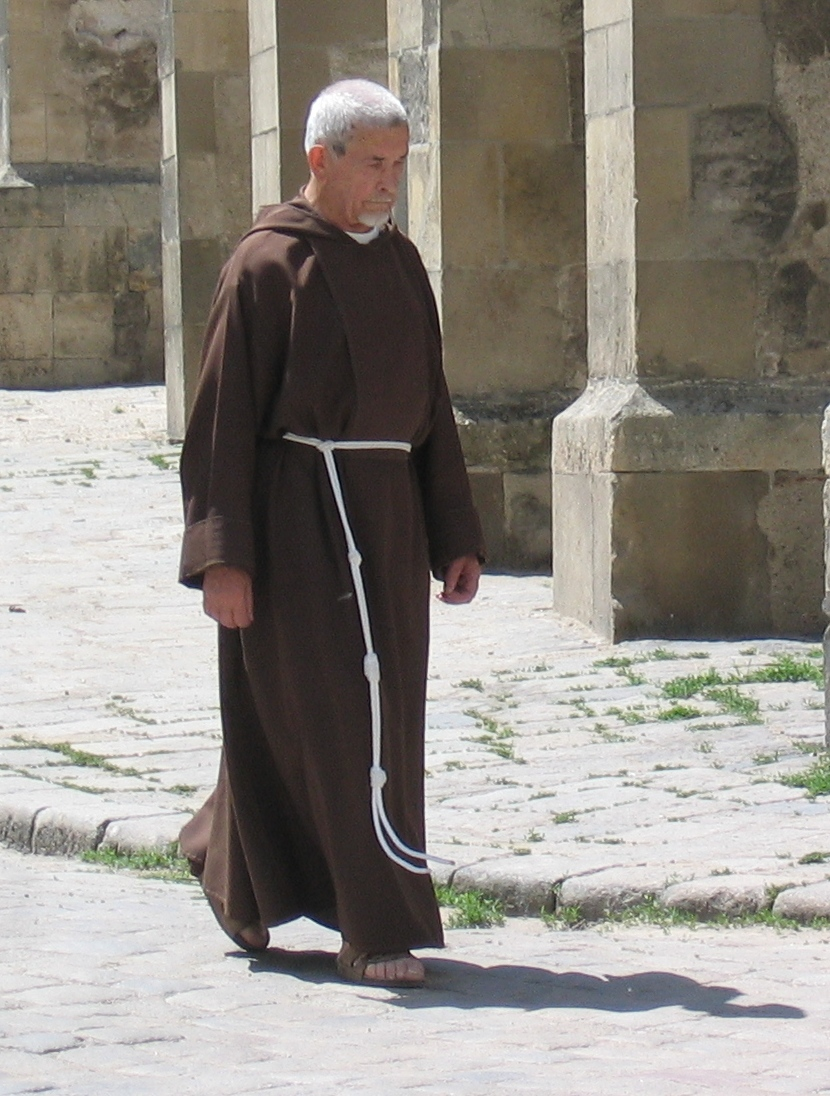
Római katolikus szerzetes

### Középkori élet
Hamar kialakult a szerzetesek világképe. Az általánosan, társadalmilag is elfogadott istentisztelet mellett a rendek tagjai szigorúbb életvitelt fogadtak. A nyugalomban töltött évek az egyén tökéletesedését szolgálták. A keresztény rendek sokat fejlődtek az 1. évezredben. Többek között a rendek széles körében elfogadottá vált a három fogadalom betartása: tisztaság, engedelmesség és szegénység. Csuhájuk kötelén erre három csomó emlékezteti a szerzeteseket. Ezeken felül a kolostorok saját szabályzatot alkottak, amelyet szintén be kellett tartaniuk a tagoknak.
A szerzetesi rendek jogi viszonya sokáig rendezetlen volt, és csak lassan alakult ki a monasztikus (zárt kolostori) önigazgatási rendszer. A 6-7. századtól egyre gyakoribbá, az első ezredfordulóra általánossá vált, hogy pappá szentelték a szerzeteseket. Az új évezred kezdetétől a világi papokkal ellentétben a szerzetesek társadalmi szerepe rendkívül megnőtt.
A világi papság egybeforrt az ekkor kialakuló uralkodói-hűbéri struktúrával, vezetőik, a püspökök kinevezése az uralkodótól függött, felszentelésük rítusa is azonos volt. Gyakran örökölték vagy vásárolták e címet, arisztokratákat, vazallusokat iktattak püspöki tisztségbe, akiknek életmódja jobban hasonlított a lovagokéhoz, a hűbérurakhoz, mint az egyházi személyhez. Hasonló életmódot folytatott a püspöki székhelyek papsága, a „klerikusok”. A vidéki papság elöljárója ugyan a püspök volt, a templomok többsége és az eklézsiát életben tartó bírtok azonban a terület urának (kegyúr) adománya volt, ami erős egzisztenciális függést okozott. A püspökök feletti hűbérúri hatalom nem különbözött a hűbérurak, lovagok feletti uralomtól, a királyi adományok, birtokok fokozták a világi hatalomtól való függőséget, csökkentve a központi egyházi hatalmat. A pápák ezért a rendek fontos támogatói lettek. Így egyre több rend közvetlenül a pápa irányítása alá került, az adott egyházmegye püspökének nem volt hatalma a rend felett.
A szerzetesek életmódja és élettere egyaránt közelített a vidéki, az egyszerű emberekéhez, akikkel így kapcsolatuk, egyben befolyásuk egyre nagyobb volt. Nem véletlen az általánosan használt magyar nevük: barát. Társadalmi megbecsülésüket növelte, hogy a kolostorok egyre inkább a kultúra, az oktatás, a művészetek, az irodalom és könyvművészet, az építészet fejlődésének központjaivá váltak. Szerepüket erősítette, hogy a kora középkori erőszak, fosztogatások, éhínség, járványok között a hívő számára nehéz volt példás élettel üdvözülni, járhatóbb út volt az irgalom megváltása, megvásárlása. Erre kiváló hely volt a béke szigeteként működő, szentek ereklyéit őrző, temetkezési szent helyként is szolgáló kolostor.
Az ebben a korban egyházi reformkísérletnek tekinthető szerzetesi életforma kiterjesztésétől várták a klérus megújulását. Chrodegangus Metz püspöke 754-ben a püspöki székhelyek és bazilikák papjai számára a szerzetesi szabályokhoz hasonló magatartási előírást vezetett be. Ez a regula közösségi életmódot írt elő, a vagyon egyházi közösségnek történő átengedését (ám ellentétben a szerzetesekkel, életre szóló haszonélvezettel). Az e szabályozás alá eső papi tisztségviselők neve: canonicus, azaz kanonok. Néhány kanonok felmentést kapott a közös lakás, hálóhely használata alól, mely jogot I. Jámbor Lajos frank császár Aachenben 816-ban kiadott újabb szabályozása általánossá tett. Ennek eredményeként számos egyházi székhely-városban különálló, rendszerint díszes papi városrész, utca jött létre.
A 9. század végén már nagyszámú női kolostor is épült, gyakran a férfi kolostorok közelében. A férfi kolostorok lakói egyrészt a női szerzetesek lelki irányítását végezték, másrészt védelmet is nyújtottak a külső támadások ellen. Ám e kettős kolostorok sokszor adtak alkalmat a visszaélésekre, s ezek az egyházi hatóságok beavatkozását vonták maguk után.

### Kelet-Európa

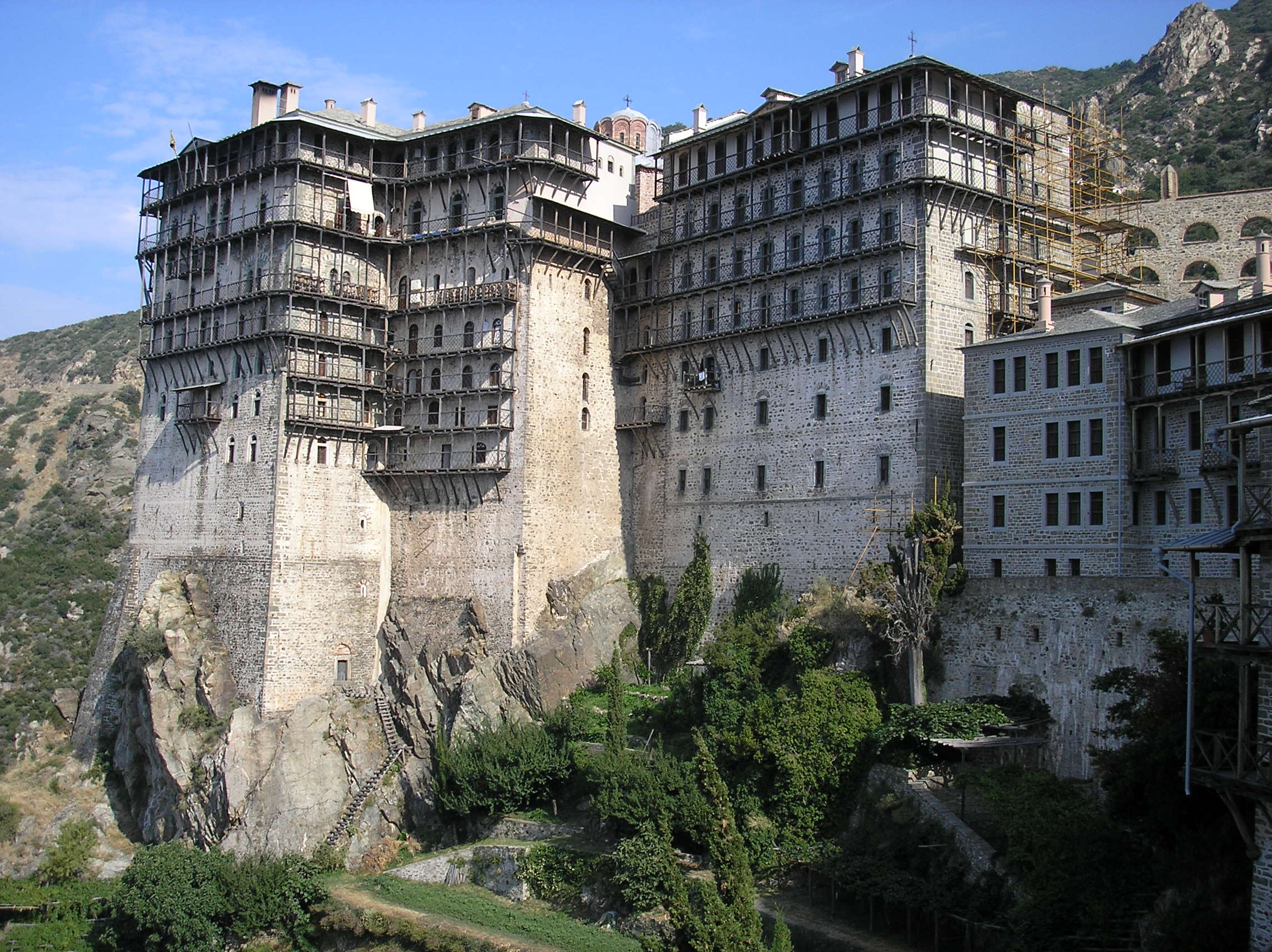
Egy Athosz-hegyi kolostor (Szimonopetra – Simon Péter-kolostor)

A 10. századtól kezdve az Athosz-hegy szerzetesközössége lett a keleti szerzetesség központja. Itt az első kolostor, az ún. Nagy Lavra körül a századok folyamán további kolostorok épültek.
A 9. századtól kezdve a keleti szerzetesség két osztályra tagolódik: a „nagyfogadalmasok” és a „kisfogadalmasok” osztályára. A nagyfogadalmasok maradéktalanul megvalósítják az ősi szerzetesi eszményeket: egész életükben böjtölnek és szüntelenül imádkoznak. Még munka közben is megszakítás nélkül ismételgetik az „Uram irgalmazz!” könyörgést vagy más fohászokat mondanak. így akarják elérni, hogy állandóan Isten jelenlétében éljenek. A jelölt, próbaidejének a kitöltése után, maga választja meg életformáját.
Az orosz területeken Feodoszij (Theodósziosz)  († 1074) volt a kolostori élet megalapítója. Ahogyan Nyugaton Assisi Ferenc, úgy ő is gazdag családból származott, de vállalta a szegénységet, hogy így kövesse Krisztust. Közben azonban megmaradt a nemesek és hercegek tanácsadójának. (Annak idején ez természetes volt, Nyugaton is mindenütt szerzetesek voltak az udvari tanácsadók.) 
A kijevi barlangkolostor nemcsak jelentős kulturális és szociális tevékenységet fejtett ki, hanem a mintegy 250 évig (1237-1480) tartó tatár uralom alatt a belőle kirajzó és új kolostorokat alapító szerzetescsoportok révén ébren tartotta a népben a nemzeti öntudatot és előkészítette az orosz nép újjászületését, egy új orosz állam kialakulását. Radonyezsi Szt. Szergij (1314-1392), – Oroszország legfontosabb “szentje” – Moszkvában, az új orosz nagyfejedelemség fővárosában megalapította a Szentháromság Lavrát, jelentős szerepet játszott az ország felszabadításában is, kolostora pedig az ország vallási, szellemi és szociális központjává lett. Az orosz kolostorok rendszerint a lakott településektől távol, sűrű erdőségekben létesültek, ezzel ugartörő munkát végeztek és kiterjesztették a civilizáció határait. Eközben térítő tevékenységet is folytattak az északi népek körében, kelet felé is, az evangéliummal együtt terjesztvén az orosz kultúrát is. Tanítványai és társai sok helyen alapítottak erdei kolostorokat az új területeken is, amivel újabb földterületeket szereztek Oroszországnak; így a szerzetesek, akik hirdették az evangéliumot és művelték a földet, egyben telepesek és gyarmatosítók is voltak. Szergej bátorította az orosz vezetőket a mongol tatárok elleni harcra.

### Nyugat

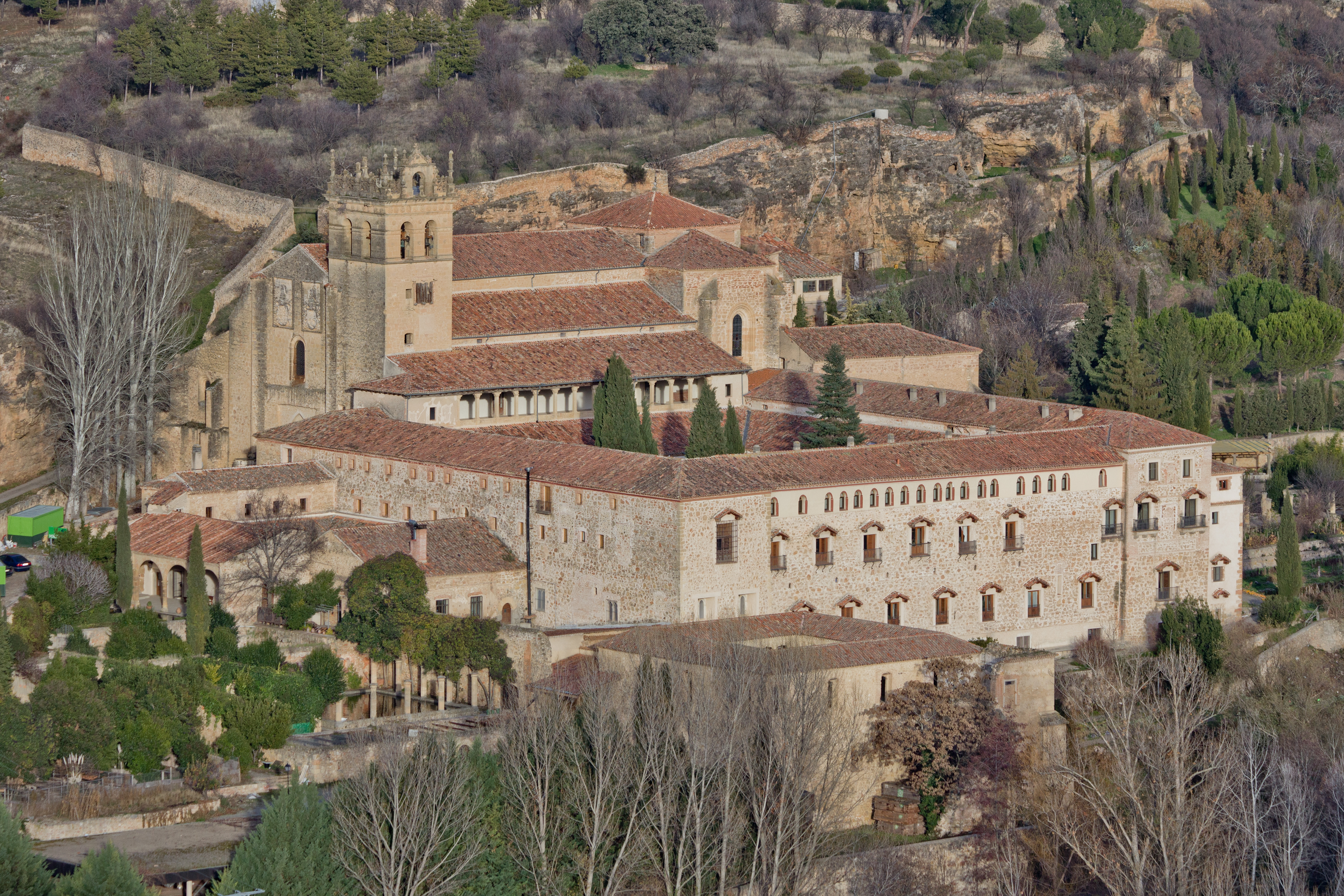
Egy spanyolországi kolostor képe napjainkban (Monasterio de El Parral)

Nyugaton Nursiai Szent Benedek regulája hamarosan túlszárnyalta a korábbi regulákat és a frank királyok támogatásával századokra kizárólagos szerzetforma lett a nyugati országokban. Mivel az eredetileg egymástól teljesen független bencés apátságok túlságosan ki voltak téve a külső és belső hatásoknak, a 10. század elejétől kezdve nagyobb egységekbe, kongregációk-ba kezdtek tömörülni. Az első nagyobb hatású kongregáció a cluny-i volt.
A clunyi reform után felvirágzott bencés kolostorok a 12. századra ismét hanyatlásnak indultak. A kolostorok rendkívüli gazdagsága, a tagok közéleti szereplése és gyakran botrányos életmódja következtében a bencések tekintélye a tömegek szemében rendkívül megcsappant.
Az eretnekmozgalmak éppen ezért a fényűző főpapok mellett a szerzetesek életmódját is élesen kritizálták.
A 13–14. században keletkezett kongregációk önálló rendekː
- szilvesztrinus (alap. Guzzolini Szt. Szilveszter, † 1267),
- celesztinus (V. Szt. Celesztin pápa, † 1296) és
- olivetánus (Tolomei B. Bernát, † 1348),

Ugyancsak a bencés regula alapján, de külön monachus rendként szervezkedtek 
- a kamalduliak (Szt. Romuald, † 1027),
- vallumbrosaiak (Gualberti Szt. János, † 1073),
- fontevraultiak (Arbrissel Róbert, † 1117),
- grammontiak (Mureti Szt. István, † 1124),
- ciszterciták (Szt. Alberik, † 1109 és Harding Szt. István, † 1134)
- karthauziak (Szt. Brúnó, † 1101).

Ezektől megkülönböztetendők az ágostonos remeték, akik nem kanonokokból, hanem remetékből fejlődtek szerzetesrenddé. Idetartoznak:

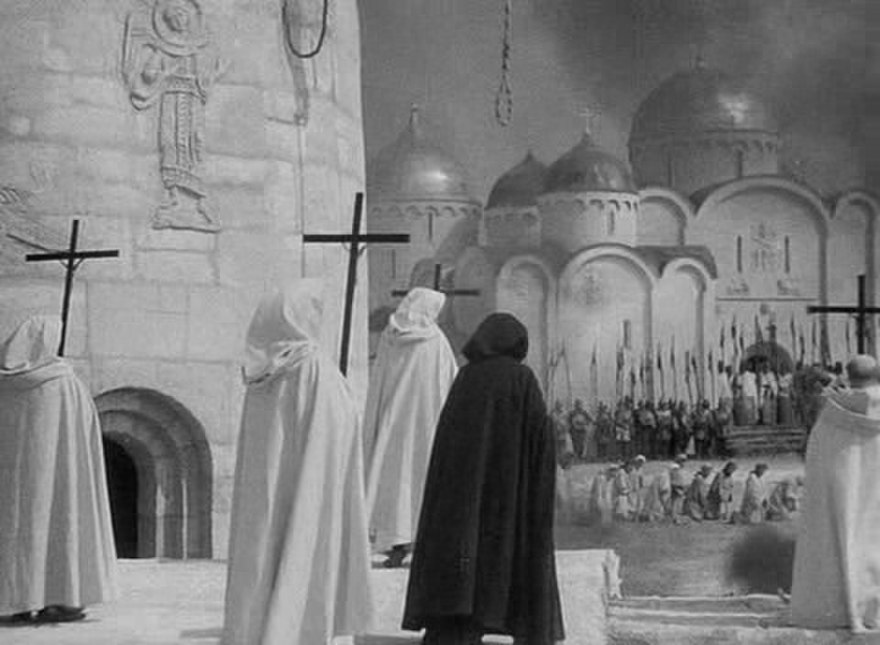
A német lovagrend tagjai egy akasztást készítenek elő

- Szt. Ágoston remetéinek rendje (IV. Sándor pápa, 1256),
- mercedáriusok (Nolaszkói Szt. Péter, † 1256),
- szerviták (hét firenzei nemes, 1233),
- pálosok (B. Özséb esztergomi kanonok, † 1270),
- jezuáták (wd) (Colombini Szt. János, † 1367),
- irgalmasok (Istenes Szt. János, † 1550) stb.

### Lovagrendek
Nyugaton külön típust képviselnek a szerzetesség történetében a lovagrendek, amelyek a középkor két legnépszerűbb eszményét, a szerzetesit és a lovagit egyesítették magukban. A lovagrendek a keresztes hadjáratokkal kapcsolatban alakultak ki. A hitetlenek és az eretnekek elleni fegyveres harcra kötelezték magukat.
Nevezetesebb rendek: templomos, jánosrendi és német lovagrendek, míg a spanyolok közül a calatravai, alcantarai és compostellai.

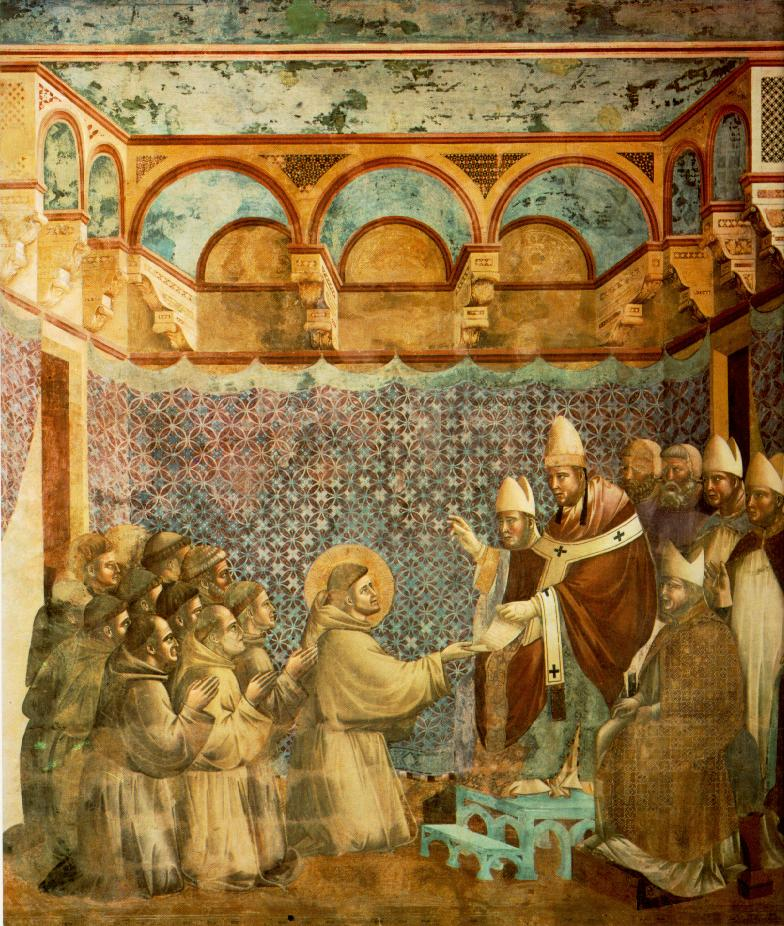
Giotto di Bondone: III. Ince elfogadja Assisi Szent Ferencnek a ferences rend alapítójának szabályzatát

### Assisi Ferenc
Assisi Szent Ferenc apja gazdag kereskedő volt, aki fiának gondtalan ifjúságot biztosított. A lovagi életre vágyó és szabados életet élő ifjú 20 éves korában fogságba esett, majd megbetegedett. Gyógyulása után életmódját gyökeresen megváltoztatta: remeteéletbe kezdett és prédikálva járt a nép között. Társaival az anyagi lemondást magasztalva bemutatta a gazdag egyház kritizálóinak, hogy az egyházban is lehet szegényen Krisztus követője lenni, és aki idegenkedik a fényűző papság közvetítő szerepétől, az igénybe veheti a szegény és "apostoli" életet élő kolduló barátok közvetítő ténykedését.

### Koldulórendek
A középkor legnépszerűbb és legegyetemesebb hatású rendjei a koldulórendek (ordines mendicantes), amelyek testületileg is a legteljesebb szegénység álláspontjára helyezkedtek. Nemcsak lemondtak mindenféle vagyonról, de koldulásból éltek.
Az első fő koldulórendet Assisi Szent Ferenc alapította 1209-ben. Követői idővel három árnyalatra váltak szét : 
- a tulajdonképpeni ferencesek,
- konventuálisok (nálunk minoriták),
- kapucinusok.

Szt. Ferenc követőinek egy része a szegénység és szigorú életmód enyhítését követelte, míg más részük, a spirituálisok az eredeti szabályokhoz tartotta magát és szembehelyezkedett az egyre gazdagodó ferences kolostorokkal. Az ún. fraticelliket üldözték és sokan közülük máglyán fejezték be az életüket.

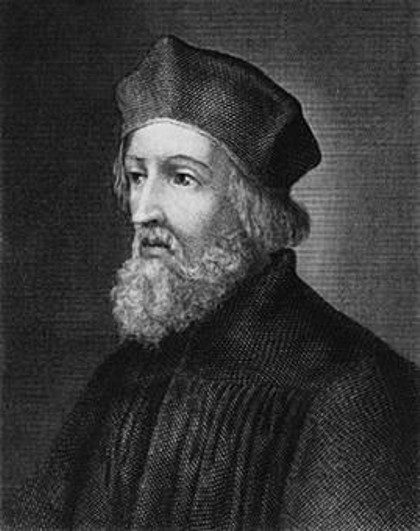
Husz János bírálta a középkori szerzetességet, ám az aszketizmust és a szüzességet mint Krisztushoz közeli állapotot dicsérte

Guzmán Domonkos 1215-ben létrehozta a másik fő koldulórendet, a domonkos rendet, mely fő célja az eretnekség elleni harc volt.
Egyéb koldulórendekː 
- a karmeliták (Szt. Berthold, † 1195),
- a minimusok (Paulai Ferenc, † 1507) stb.

A koldulórendek segítségével az egyház úrrá tudott lenni a szektákat alkotó mozgalmakon, melyek a hívőket elragadták. A létrejött inkvizíció mellett a szerzetesek nagy buzgalommal győzték le az eretnek és szabad-szellemű mozgalmakat is. A koldulórendekkel aztán le is zárult a szerzetesség középkori története. Az utánuk keletkezett új rendek már csak a régi életformákat variálták.

### Késő középkor
A késői középkorban a pápák avignoni fogsága (1307-1377) és a nyomában járó nyugati egyházszakadás (1378-1418) következtében az egyház, az egyháziak tekintélye mélyre süllyedt, amellyel összefüggésben a szerzetesség is válságba került. Alig akadt olyan szerzetesrend, amely ragaszkodott régi fegyelméhez. Ezért nem meglepő, hogy a reformáció 16. századi kirobbanása, majd gyors terjedése számos kolostor elnéptelenedésével vagy megszűnésével járt együtt.

### Reformáció és ellenreformáció
A 16. század elején a Domonkos-rendi szerzetes, Johann Tetzel Németországban a búcsúcédulák árulásával foglalkozott. Azt hirdette, hogy a kegyelem, amelyet a búcsún keresztül lehet kapni, nagyobb a Szt. Péter kegyelménél is. A búcsúcédulák árusítása váltotta ki az Ágoston-rendi szerzetes, Luther Márton fellépését.
A fő reformátorok nem értettek egyet a szerzetesi élettel, és az általuk elkövetett visszaéléseket is ostorozták. Luther a De votis monasticis iudicium című munkájában (1521) a szerzetesi fogadalmakat olyan emberi tettnek nyilvánította, amely rabszolgasághoz vezet.
A hitújítás és a nyomában támadt visszahatás forrongó hangulatának a jezsuiták voltak a legjellegzetesebb képviselői. A spanyol Loyola Ignác alkotása, a Jézus Társasága, melyet a reformációval szembeállított, a szó legrégibb értelmében nem szerzetesség, sőt éppenséggel tiltakozás egy Antonius vagy Szt. Ferenc szerzetességével szemben. Bár a régi rendek összes szabályaival fel van szerelve; de benne az a legmagasabb elv, amit az előbbi rendek bizonytalanul tekintettek céljuknak, vagy a körülmények hatása alatt csak kelletlenül vállaltak magukra. A jezsuitáknál az aszkézis és világtól való elvonulás csak eszköz a célra. A fő cél a római katolikus egyház egyeduralmának visszaállítása volt. A három általános szerzetesi fogadalom
mellett (engedelmesség, szüzesség és szegénység) még egy negyediket is ismertek: teljes engedelmesség a pápa iránt, mindenhová elmennek, ahová a pápa küldte őket (missziói út, pogányok elleni harc, stb.). Nem foglalkoztak a reformátori tanítással, hanem egyszerűen elzárkóztak minden kritikától. Ténykedésüket eretneküldözések, protestáns-ellenes intézkedések, erőszakos térítések, s ezek nyomán sűrű belvillongások kísérték.
A katolikus egyház belső reformjával összefüggésben fokozatosan a szerzetesrendek is megújultak és nagy buzgalommal kapcsolódtak be a tridenti zsinat nyomán kibontakozó ellenreformációs mozgalomba. Számos olyan új szerzetesrend is keletkezett, amely kifejezetten az egyház restaurálását és a hitújítás megakadályozását tűzte ki célul maga elé.
Az ellenreformáció korában alakultak ki a szabályozott papi rendek (clerici regulares), amelyek kevésbé kötött életformájukkal, szabadabb mozgásukkal tértek el a korábbi rendektől. Idetartoznak: 
- a theatinusok (Tienei Szt. Kajetán, † 1547), akiknek fő célja az eretnekek elleni küzdelem,
- barnabiták (Zaccaria Szt. Antal Mária, † 1539),
- szomaszkaiak (Emiliani Szt. Jeromos, † 1537),
- Isten anyjának szabályozott papjai (Leonardi Szt. János, † 1608),
- kamilliánusok (Lellisi Szt. Kamill, † 1614),
- piaristák (Kalazanci Szt. József, † 1648), akik az ifjúság díjtalan nevelésére kötelezték magukat.

Angliában VIII. Henrik király uralma alatt a szerzetesi élet véget ért a kolostorok feloszlatásával. A kolostorok vagyonát és földjeit elkobozták, eladták a földtulajdonosoknak, vagy a hűséges nemességnek adták át. A szerzeteseket és apácákat nyugdíjazták, mások kénytelenek voltak elmenekülni más kontinensre, vagy elhagyni hivatásukat. Körülbelül 300 évig egyetlen anglikán egyházban sem volt szerzetes közösség.
A 16-17. század folyamán a kolostorok többnyire eltűntek azokról a területekről, ahol a protestáns felekezetek kerültek többségbe. Ennek ellenére a 19. század előtt bizonyos aszketikus megnyilvánulások mindig is fennálltak a protestánsok egyes tagjai és irányzatai között.

### Újkor
A 16. és 18. századi szerzetességellenes társadalmi közszellem sokat ártott a szerzetes fegyelemnek éppúgy, mint a munkakörüknek, sok államban pedig a 18-19. századi szekularizáció a szerzetesrendek életét is szinte lehetetlenné tette.
Oroszországban a 18. században, I. (Nagy) Péter uralkodása alatt, az egyház alárendelt helyzetbe került az állammal szemben. I. Péter szigorúan szabályozta a kolostori életet, új kolostorokat csak külön engedéllyel lehetett szervezni, a szerzeteseknek megtiltotta az egyedüllétet, az 50 éven aluli asszonyoknak megtiltotta a szüzességi ígéretet, továbbá beszűkítette a kolostorok szociális tevékenységét is. Utódai, Erzsébet (1741-62) és II. Katalin (1762-96) be is záratták a kolostorok felét.
Franciaországban a forradalom után a nemzetgyűlés teljesen államosította az egyházat, vagyonát lefoglalták, még a beteg- és szegénygondozást végző szerzetesrendeket is feloszlatták. A papokat, az állami hivatalnokok mintájára, a nép választotta és az állam nevezte ki. Az egész egyházi közigazgatást az állam vette a kezébe. A szerzeteseknek vagy abbahagyták korábbi hivatásukat vagy emigrálniuk kellett. A francia forradalom után más európai kormányok is szekularizációs rendelkezéseket hoztak.
A Habsburg Birodalomban II. József feloszlatta a társadalomnak hasznos munkát nem végző szerzetesrendeket, vagyis azokat, amelyek nem foglalkoztak tanítással vagy betegápolással (→ jozefinizmus). Halála után, a 19. század elejétől azonban számos feloszlatott rend kezdte meg újra a működését.

### 19. század

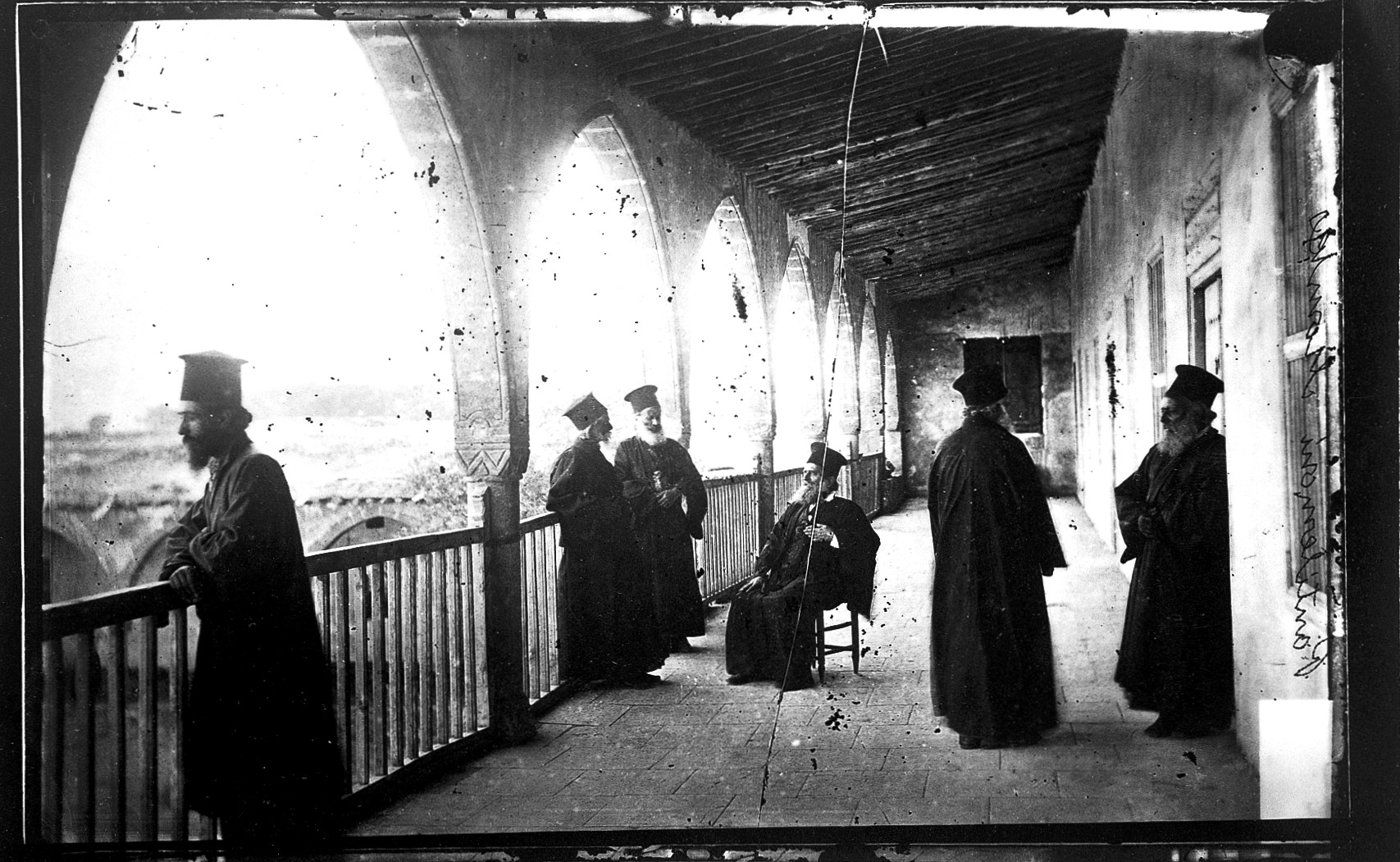
Görög ortodox szerzetesek Cipruson

A 19. században a katolikus vallási élet fellendítésében nagy szerepe volt a szerzetesrendeknek is. Az 1848-as forradalmak után eltörölt rendek és kongregációk újra működhettek, a többiek pedig fokozatosan visszakapták elvett kolostoraikat, illetve alapíthattak újakat. A régi szerzetesközösségek megerősödésén kívül több száz új szerzetesi intézmény keletkezett a 19. században és a szerzetesi élet is olyan felvirágzásnak indult, amire csak a középkorban volt példa.
Az újonnan alakult rendek főleg belső és külső misszióval, a felebaráti szeretet gyakorlásával, valamint az ifjúság nevelésével foglalkoztak. A 19. században alakult új közösségek száma mintegy négyszáz volt.

### 20-21. század

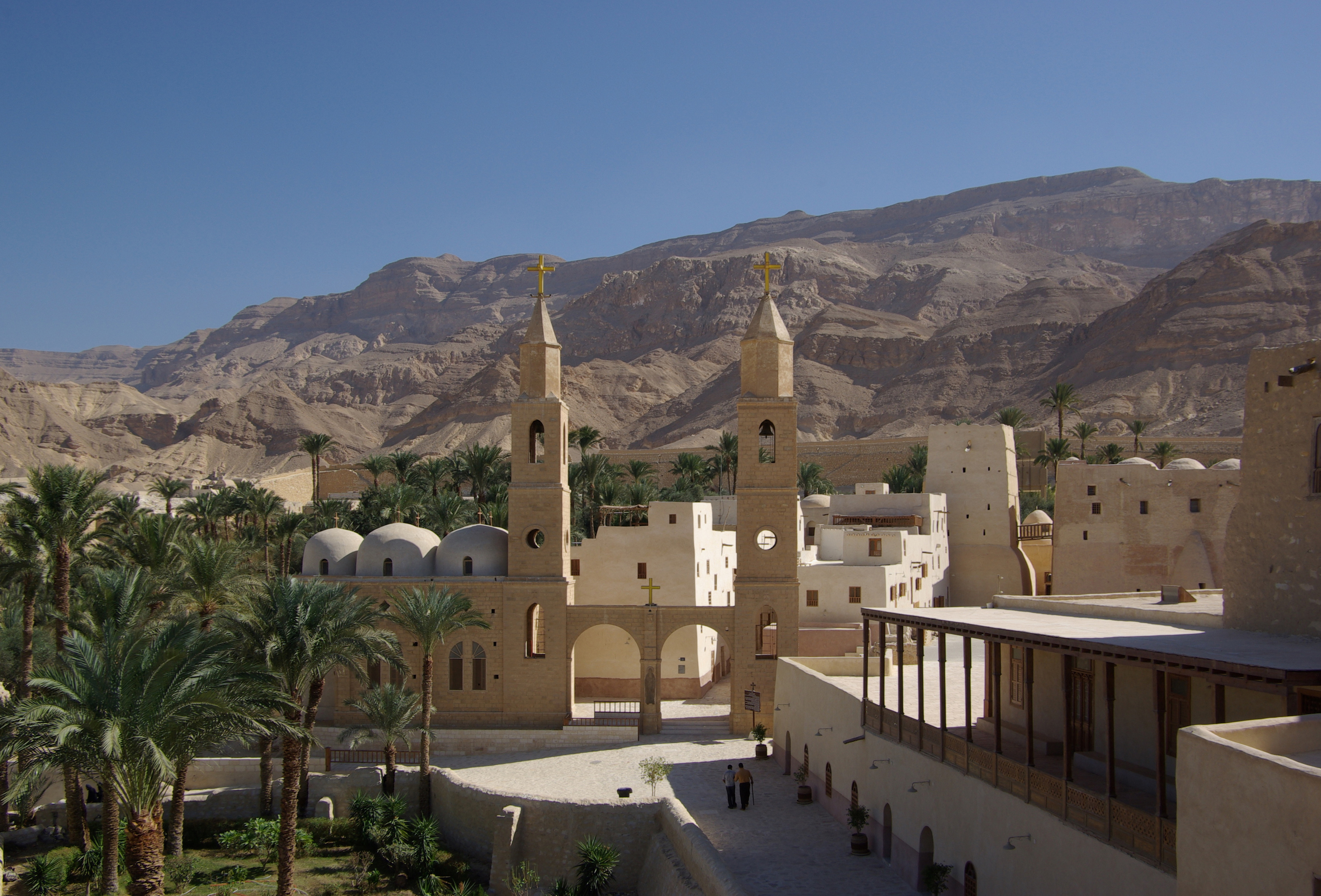
Szent Antal kopt ortodox kolostor Egyiptomban

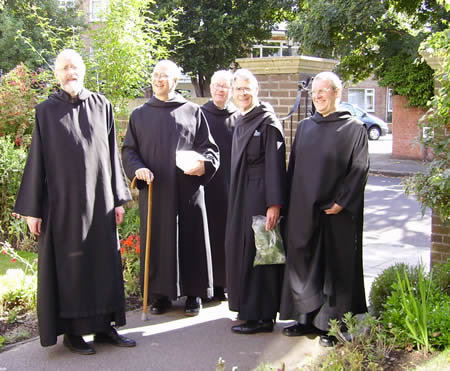
Az angliai altoni apátság anglikán bencés szerzetesei

A 20. század nagy viszontagságokat hozott a katolikus egyházra, amelyek ugyancsak megviselték a szerzeteket is.
Franciaországban 1904-ben a szerzetesrendek elvesztették iskoláikat és mintegy 10 ezer iskola átkerült állami tulajdonba vagy végleg megszűnt, A következő éven a francia parlament kimondta az egyház és az állam szétválasztását. Az első világháború után azonban katolikus iskolák egész hálózata létesült.
1940-ben a protestáns családból származó Roger Schütz létrehozta a taizéi közösséget, amely ökumenikus szervezetté vált.
A modern világban a megváltozott körülmények és a szerzetesség számára megnyíló új feladatok megkövetelték a szerzetesi intézmény korszerűsítését, a világhoz való alkalmazkodását. Ezt a korszerűsítő munkát XII. Piusz pápa kezdte el. A szerzetességgel kapcsolatos első intézkedése az 1947-ben kiadott Provida mater Ecclesia apostoli konstitúciója. A női rendek reformjával foglalkozó Sponsa Christi az apácák eddigi többnyire szemlélődő életmódját az új idők követelményeinek megfelelően a külső apostoli munkával próbálta összekötni.
A II. vatikáni zsinat folytatta XII. Piusz reformjait és a szerzetesi élet megújításával foglalkozó határozatában megállapította az időszerű megújulás általános alapelveit és gyakorlati módszereit.
Részlet a II. vatikáni zsinat a szerzetesi élet korszerű megújításáról szóló határozatából (Perfectae caritatis) :
„Minden szerzet (szerzetesi intézmény) vegyen részt az egyház életében, és szentírási, liturgikus, dogmatikus, lelkipásztori, ökumenikus, missziós és szociális stb. kezdeményezéseit és célkitűzéseit jellegének megfelelően tegye magáévá és támogassa... Az élet, az imádság és a tevékenység rendje mindenütt, de főleg a missziós területeken, és minden szerzet jellegének megfelelően, alkalmazkodjék a szerzetesek fizikai és lelki adottságaihoz, az apostolkodás szükségleteihez, a kultúra igényeihez, a társadalmi és gazdasági körülményekhez... A konstitúciókat, direktóriumokat, a szokás-, imádságos- és szertartáskönyveket, s minden ilyen jellegű törvénykönyvet vizsgálják felül, és a zsinati rendelkezések alapján módosítsák azokat; amelyik előírás pedig elavult, azt töröljék el.”
Kelet-Európában a vasfüggöny leomlása után a szerzetesség nagy reneszánsza történt és sok korábban bezárt vagy részben elpusztult kolostort, rendházat nyitottak újra. A 21. században viszont a szerzetesi élet hanyatlásának, a papok és szerzetesek száma erős csökkenésének lehetünk tanúi. Afrika kivételével az összes kontinensen csökkenés tapasztalható, de főleg Európában.
A szerzetesség viszonylag erősen jelen van még Bulgáriában, Görögországban, Észak-Macedóniában, Oroszországban, Romániában, Szerbiában, továbbá a Szentföldön, Etiópiában, Grúziában és az ortodox világ más részein. Az Athosz-hegy autonóm állama továbbra is az ortodox egyház szerzetességének egyik központja.

## Magyarországi történetük

#### Bencések
Az első bencések 996-ban telepedtek le Szent Márton hegyén, az 1001-es királyi alapítólevél Monte Cassino jogait adta meg a Pannonhalmi apátságnak is.
A hittérítés mellett csakhamar más szerephez is jutottak a bencések. Szt. Gellért Szt. Imre herceg nevelője volt és így bizonyára része volt azoknak az intelmeknek megfogalmazásában, amelyeket Szt. István fiához intézett. A pannonhalmi őskolostorban volt Magyarország legrégibb iskolája, amely a többi európai országok akkori kolostori iskoláinak mintájára alakult.
Az Árpád-ház idején a bencések virágzásnak indultak, a 13. században már 90 kolostoruk állt Magyarországon. Ezekben gyakran működött hiteleshely (mai fogalommal közjegyzőség), kolostori iskola, gyakran őriztek ereklyéket, ezért zarándokok is gyakran látogatták őket.
A tatárdúlásnak kb. 40 apátság esett áldozatul. Ez után a bencések új templomokat építettek, sőt vár-erődítések és telepítések munkálataiban is részt vettek.
A török pusztítása, majd a reformáció elterjedése szinte teljesen eltüntette a rendet, lassan csaknem emlékezetét is. Visszaállítását maga Pázmány Péter is ellenezte; birtokaikat a jezsuitáknak szerette volna adatni. Csak halála után, 1638-ban kerülhetett sor Pannonhalmán a reguláris bencés élet helyreállítására.
A 17. század vége felé megkezdődött Pannonhalmán a filozófiai oktatás, amely nemsokára rendszeres tanfolyammá lett. Ez időben a növendékek a teológiát a nagyszombati egyetemen, vagy külföldi kolostorokban és egyetemeken végezték. A 18. században a rendtagok közül néhányan a Szent Mauríciusz Monostorban készültek a tanári pályára.
II. József a nem tanító és nem betegápoló rendek közé sorolva, 1786-ban elrendelte feloszlatását. Csak 1802-ben szerveződött ismét újjá, ismét Pannonhalma központtal. Ekkor a magyar bencésrend tanítórenddé lett. I. Ferenc oklevelével visszaállította a rendet és a visszaadott birtokok fejében a lelkipásztorkodás mellett nyilvános oktatásra is kötelezte őket.
A 20. századi kommunizmus évtizedei alatt a katolikus szerzetesrendek közül a bencéseken kívül csak a ferences, a piarista és egy női rend, a szegény iskolanővérek működését engedélyezték.

#### Ortodox
Magyarországon a 13. századig számos görög szertartású férfi és női kolostor is fennállt, amelyek közül nevezetes volt a marosvári, oroszlámosi, veszprém-völgyi, tihanyi és szávaszentdemeteri kolostor. Ekkor azonban, a latin szertartás túlsúlyra emelkedésével e kolostorok elnéptelenedtek.
A 14. század végén és a 15. század elején – a nemzetiségek betelepedésével párhuzamosan – új bazilita férfi kolostorok létesültek, amelyek közül II. József számosat megszüntetett.
1950-ben történt feloszlatásukig Máriapócson, Hajdúdorogon és Kispesten volt a bazilitáknak rendházuk.
A Baszileiosz szabályai szerint élő katolikus apácák, a bazilisszák, 1935-ben telepedtek le hazánkban. Máriapócson és Sátoraljaújhelyen árvaházat, Hajdúdorogon pedig leányinternátust tartottak fenn. Az intemátust az iskolák államosításakor (1948), a két árvaházat pedig 1950-ben számolták föl. 1989-ben, a szerzetesrendek működését betiltó rendelet hatályon kívül helyezését követően a bazilitáknak mind férfi, mind pedig női ága újjászerveződött.

#### Ferencesek
1224 körül jelentek meg az első ferencesek, s csakhamar minden jelentősebb városban építettek kolostorokat. S noha kezdettől fogva élvezték a királyok támogatását, fő működési területük hazánkban is a nép körében végzett lelkipásztori és karitatív tevékenység volt. 
A mohácsi vész előtt az országban száz ferences kolostor állt fenn. A török hódoltság idején a szerzetesek gyakran álruhában járták az országot, de számuk minimálisra csökkent és csak öt kolostoruk működött, amelyből kettő (a szegedi és a gyöngyösi) a hódoltsági területre esett. A törökök a ferenceseken kívül más katolikus papot nem tűrtek meg területükön, ezért e két kolostor szerzeteseinek kellett a hatalmas meghódított területen a lelkipásztori teendőket ellátnia. A 17. században a rend kiheverte a megpróbáltatásokat és rohamos fejlődésnek indult. II. József aztán kolostoraik egy részét megszüntette.

#### Pálosok
A pálosok az országban élő remetékből a 13. században szerveződtek renddé. E század elején nagy számú remete élt mind a Mecsek, mind pedig a Pilis hatalmas erdőségeiben. A mecseki remetéket a pécsi püspök összegyűjtötte és 1225 körül a Patacs-hegyen kolostort építettek számukra.
A tatárjárás (1241-42) alatt és után a Pilis-hegység is tele volt remetével, akik azonban nem álltak kapcsolatban egymással. 1250 körül azonban a helyzet itt is megváltozott, amikor Özséb esztergomi kanonok csatlakozott a remetékhez és szerzetbe fogta össze őket.

#### Ciszterciek
A ciszterci apácák a 12. században telepedtek le Magyarországon. Életüket a közös kar-ima, a fizikai munka és a kódexek másolása töltötte ki. Leghíresebb házuk a veszprémvölgyi Szűz Mária monostor volt, amelyet IV. Béla 1240-ben hozott létre, s amelyet a királyok később is támogattak, amely azonban csak 1400-ig állt fenn.

#### Karthauziak
Magyarországon a „néma barátoknak” nevezett karthauziak IV. Béla hívására jelentek meg, de csak a tatárjárás után tudtak gyökeret verni. A néma barátok malmot működtettek, gyógyfürdőt tartottak fenn, és kódexek másolásával foglalkoztak. Körükben tevékenykedett a Karthauzi Névtelen, akinek a szentek legendáival átszőtt prédikáció-gyűjteménye az Érdy-kódexben maradt fenn. Magyarországon a török hódítás és a reformáció vetett véget a karthauzi remeteéletnek.

#### Kamalduliak
1695-ben jelentek meg nálunk a kamalduli szerzetesek, akik négy kolostorukban a szemlélődés mellett a tudományokat is művelték, sőt a belterjes földművelés terén is jeleskedtek.

#### Jezsuiták
Magyarországra Oláh Miklós hercegprímás telepítette be a jezsuitákat, akik 1561-ben tíz taggal átvették a nagyszombati iskola vezetését. Ez az első betelepedési kísérlet azonban sikertelennek bizonyult, a nagyszombati kollégium 1567-ben feloszlott. Második, erdélyi megtelepedésük is viszontagságos volt. Erdélybe 1579-ben Báthori István fejedelem hívta be a jezsuitákat, akik előbb Kolozsvárott majd Gyulafehérváron és Nagyváradon létesítettek kollégiumot. Pázmány Péter támogatta a jezsuitákat és kollégiumokat is alapított. Halála (1637) után a magyar királyság területén már nyolc jezsuita rendház állt. 
Mária Terézia, – a rend 1773-as, a pápai feloszlató rendelkezése után, – Magyarországon is beszüntette működésüket. A visszatelepítésük 1853-ban történt meg és Scitovszky János esztergomi érsek nevéhez fűződik.

#### Piaristák
1642-ben létesült az országban az első piarista iskola, az akkor Lengyelországhoz tartozó felvidéki Podolinban. S mivel a piaristák szerényebb igényekkel léptek fel, mint a jezsuiták, a főpapok, a főurak és a városok szívesen alapítottak számukra kollégiumokat.

## A szerzetesség ágai
Rövidítések jegyzéke: Szerzetesrendek nevének rövidítései

### A katolikus egyház szerzetesrendjei
Férfi rendek:
- Kanonokrendek
- Monasztikus rendek
- Koldulórendek
- Szabályozott papi rendek
- Papi kongregációk
- Laikus kongregációk
- Keleti szertartású rendek

Női rendek:

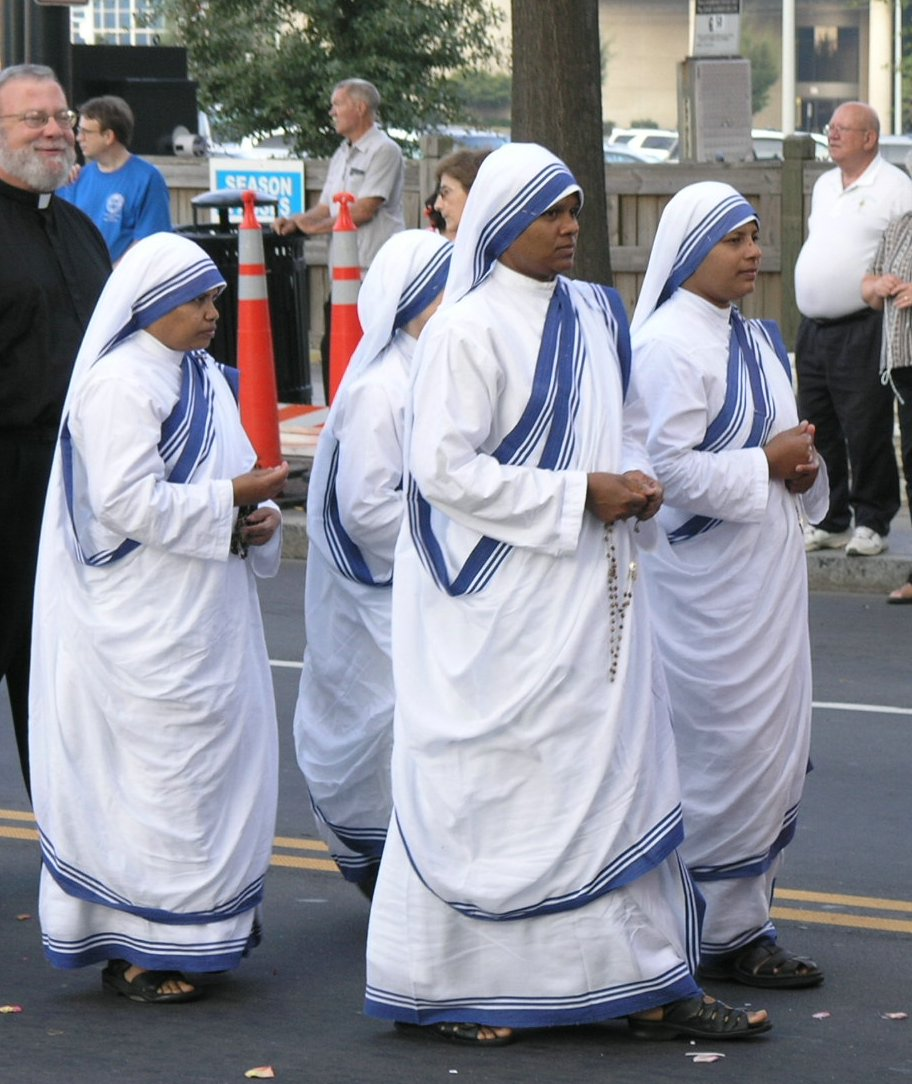
A Szeretet Misszionáriusai Rend apácái

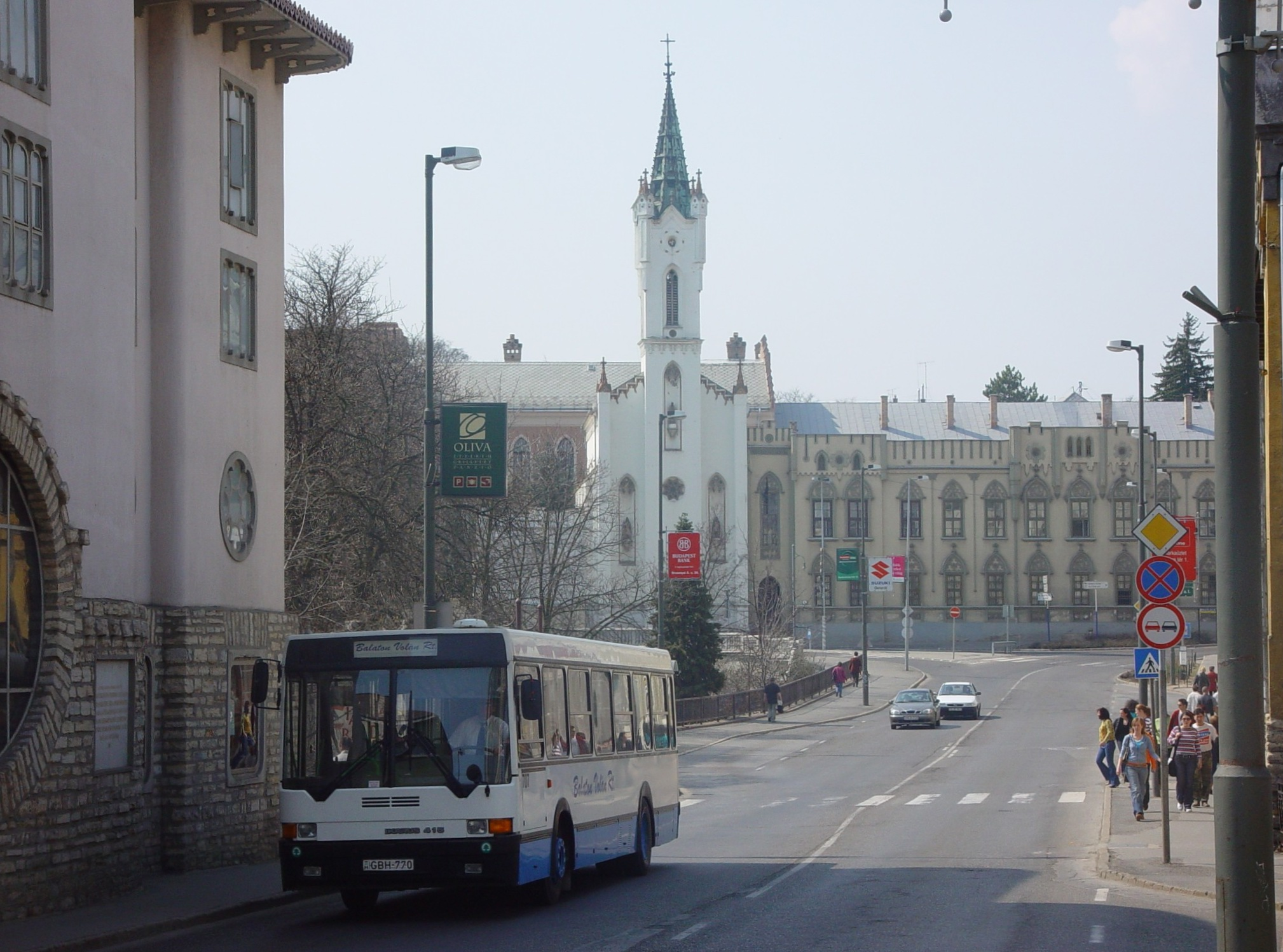
A veszprémi angolkisasszonyok temploma és iskolája

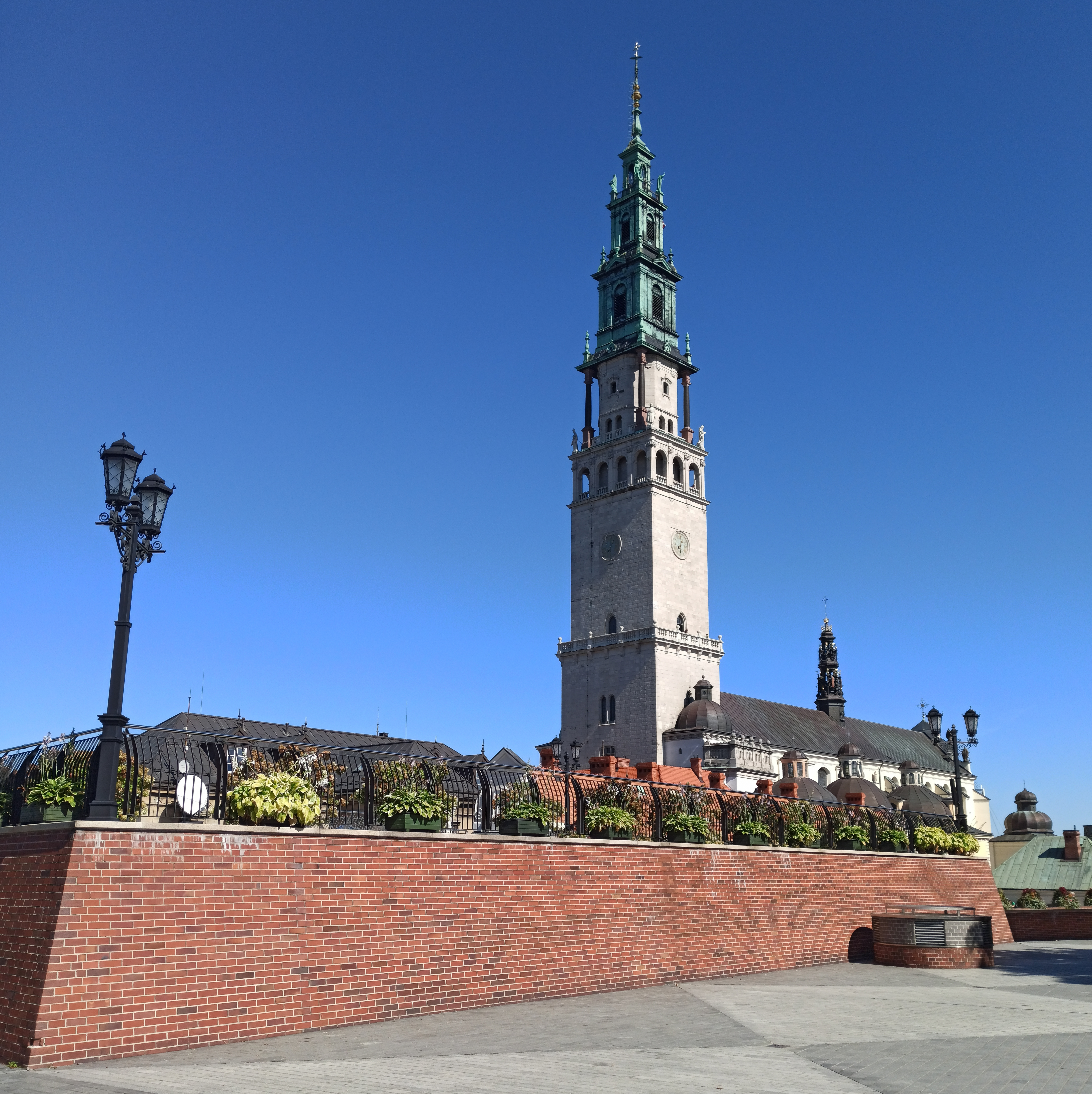
A magyar alapítású pálos rend központja: a Jasna Góra-i kolostor

- Kontemplatív rendek (a szemlélődő életmódot folytató közösségek)
- Tanító és apostolkodó rendek
- Szociális és karitatív rendek

A keleti és nyugati rendek közötti eltérések a nagy egyházszakadás után váltak egyre jelentősebbé. Az egyházszakadás után a katolikus szerzetesrendek különböző szabályokat, célokat dolgoztak ki saját maguk számára. Ezek azonban gyakran fennakadtak a Vatikán szűrőjén, ugyanis a pápák minden szerzetesrend szabályzatát és annak lényegi változtatását külön engedélyhez kötötték. Az egyház így védekezett az eretnek irányzatok kolostori terjedése ellen. A kora középkortól kezdve egészen a reformáció időszakáig virágoztak a kolostorok, amelyek gyakran az állam, a társadalom hiányzó gondoskodását pótolták. Ezért a vallási tartalom mellett sok ágra bomlott a szerzetesi mozgalom. Voltak, akik a szegényeket segítették, kialakultak a tanítórendek, a betegápolók (ispotályosok), a lovagrendek, akik a hitetlenek elleni harcot, a Szentföld visszavételét tekintették céljuknak.
A jelenlegi katolikus egyházjog szerint mind klerikus (pappá szentelt), mind világi hívő tagja lehet valamely megszentelt élet intézményének vagy apostoli élet társaságának. Ezeket a köznyelv általában szerzetesrendeknek mondja, de az egyházjog több különbséget is tesz közöttük.
A megszentelt élet intézményei közé olyan közösségek tartoznak, amelynek tagjai fogadalommal vállalják az evangéliumi tanácsok (tisztaság, szegénység, engedelmesség) követését, és általában egy regula (szabályzat) szerint élnek. E csoporton belül megkülönböztethetünk szemlélődő (kontemplativ) vagy aktív (betegápoló, tanító, missziós) életformát folytató, más szempontból pedig férfi (szerzetesek, barátok) vagy női (apácák, nővérek) tagokból álló közösségeket. A megszentelt élet intézményei közé tartoznak a szerzetesrendek, ezen belül a szabályozott kanonokok (például premontreiek, ágostonosok), a monasztikusok (például karthauziak, pálosok), a kolduló rendek (például ferencesek, domonkosok), a szabályozott papok (kamilliánusok, jezsuiták), és ide tartoznak a papi vagy laikus kongregációk (például szaléziak, ill. iskolatestvérek), valamint világi intézmények (munkáspapok, Schönstatt-nővérek) is.
Az apostoli élet társaságai csoportjába tartozó közösségek – sajátos közösségi céljaik mellett – szintén követhetik az evangéliumi tanácsokat, de nem kötelezik el magukat fogadalommal a közösséghez, hanem csak ígérettel. Az ilyen közösségek tagjai is lehetnek férfiak és nők, papok és világiak egyaránt.

#### Harmadrendek és oblátusok
A harmadrendiek (terciáriusok, terciárák) világi hívők, akik egy szerzetesrend szellemében és felsőbb irányítása alatt, a rend harmadik szabályzata szerint élnek apostoli életet, és a keresztény tökéletességre törekszenek. Ilyen például a ferences vagy domonkos harmadrend, a világi karmeliták, stb. Élhetnek a szerzetes közösségen belül, vagy azon kívül is. A harmadrendiek a szó szoros értelmében nem tagjai a szerzetesrendnek, hanem csak társulnak hozzá, és a krisztushívők társulásainak egy sajátos formáját valósítják meg. Az evangéliumi tanácsokra szerzetesi fogadalmat nem tesznek, de nyilvános fogadalommal kötelezik el magukat arra, hogy az evangélium szerint élnek.
Az oblátusok, illetve obláták olyan laikusok vagy klerikusok, akik világi életet élnek és nem tesznek örök fogadalmat sem, de egyénileg kapcsolódnak például egy kolostorhoz vagy egy szerzetesrend imaközösségéhez. Egy hivatalos magánfogadalmat tesznek (egy évre, de lehet egy életre is), amelyben kötelezik magukat az előírt imádságokra, és/vagy arra, hogy egyéni körülményeik között (otthonaikban) valósítják meg a szerzetesrendhez kötődő életvitelt (pl. Bencés Obláció, Ciszterci Obláció).

#### Közös vonás
A katolikus egyház szerzetesrendjeinek közös vonása az evangéliumi tanácsok vállalása, a szegénység, tisztaság és az engedelmesség fogadalma által. Főleg az újabb alapítású rendek különleges hivatásukhoz még további fogadalmat is tesznek, például az ifjúság nevelésére, a szegények felkarolására, az evangélium hirdetésére a pogányok között stb. A szerzetesi fogadalmak lényege, hogy a szerzetesek (katolikus hitük szerint) szabaddá váljanak Isten és embertársaik szolgálatára.
A férfi szerzetesek többségét pappá szentelik. A pap szerzetesek neve előtt általában P. jelzést (pater) használnak. A többiek neve előtt általában a Fr. rövidítés (frater, testvér) áll.

#### Fogadalom
A szerzetesrendek és kongregációk döntő többségében hármas fogadalmat tesznek a testvérek/nővérek:
- Tisztaság (szüzesség)
- Szegénység (saját személyes vagyon hiánya)
- Engedelmesség (Istennel szemben, feljebbvalókkal szemben és az egyházzal szemben)

Ezek mellett néhány rendben – az obszerváns (szemlélődő) rendek némelyikében – létezik negyedik fogadalom is, például a piaristáknál az ifjúság nevelése, jezsuitáknál a pápának való engedelmesség, vagy pedig néhány rendben a hallgatási fogadalom is. Ilyen rend például a trappisták, a karthauziak és a kamalduiak rendje (a fogadalom nem jelenti a teljes némaság vállalását, de ezek a rendek szigorúan szabályozzák, hogy mikor és kihez szabad beszélni).

#### Tanulási folyamat
Mielőtt egy szerzetest felszentelnének (azaz végleges fogadalmat tenne), előbb át kell esnie egy rövidebb-hosszabb tanulási, beavatási szakaszon.
A legtöbb rend esetében a következő lépcsőfokok léteznek:
- jelöltidő
- noviciátus
- szerzetesség

Ezek időtartama rendenként változhat (a jelöltidő általában 1-2 év, a noviciátus 2-3 év az esetek többségében).
Bizonyos rendek esetében az utolsó (végleges) lépcsőnek is létezik egy „előszobája”. Ezekben a rendekben a végleges szerzetesi fogadalom előtt még egy ideiglenes fogadalom is létezik, mely szintén változó időtartamú (pl. az irgalmas apácák a jelöltidő és a noviciátus után háromszor egy év ideiglenes fogadalmat tesznek, de a szatmári irgalmasok már csak egy hatéves ideiglenes fogadalmat, máshol ez 3, 4 vagy 5 év is lehet).

#### Hierarchia
A legtöbb szerzetesrend esetében a rend egészének a vezetője a rendfőnök vagy generális. A szerzetesi rend országonként vagy régiókként rendtartományokba van szervezve, amelyeket a tartományfőnökség vezeti. A tartományfőnökség – és így a rendtartomány – élén egy tartományfőnök áll, az egyes rendházak esetében pedig a házfőnök.
A rendtartomány rendházakat, kolostorokat, plébániákat és különböző intézményeket működtethet.
A monasztikus szerzetesközösségeket viszont az jellemzi, hogy nincsen központi szervezetük. Az egyes apátságok vagy priorátusok önállóak, ezért a helyi elöljárónak (apát vagy prior) nagyobb jogköre és felelőssége van, mint a központilag megszervezett szerzetesrendek házfőnökeinek, és minden háznak külön noviciátusa van. Monasztikus szerzetesek például a bencések, karthauziak, pálosok vagy a baziliták.

### Ortodox szerzetesek
Amint azt már fentebb is említettük, a keleti ortodox kereszténységben a szerzetesség némiképpen eltér a nyugati, katolikus világ kolostoraitól. Az ortodox kolostorokban a vallásos áhítat a legfontosabb eleme maradt a szerzetesi életnek, a társadalomban végzett munka nem került előtérbe. A keleti kereszténységben ezenkívül nem alakultak ki olyan nagy, több kolostorból álló rendek, mint nyugaton. Mégis az ortodox szerzeteseknek nagyobb jelentőségük van a nép vallási életében, mint a katolikus világban. Mind a mai napig él az a hagyomány, amely szerint a laikus embereknek a szerzetesek életéről kell példát venniük; a szerzetesek pedig az angyalokat tekintik példaképüknek. Tulajdonképpen a keleti rendek ezáltal tanítanak, tehát a hétköznapi embernek példát mutatnak. Rendkívül szigorú életmódjukban első helyen áll Isten imádata. Magukat lelki harcosoknak tartják, akik a világért és az emberek üdvösségéért imádkoznak nap mint nap.
A szerzetesi közösség tagjai komolyan veszik a külvilágtól való elvonulást, és gyakran csak saját családjukkal tartják a kapcsolatot. Jellemző az ortodox szerzetesi ruha is, amelyet csak felszentelt szerzetesek viselhetnek, a novíciusoknak (újonnan csatlakozóknak) ez tiltott. Ez a ruha a fekete reverendából, vagy isorasszából és a fátyolos fejfedőből, a szkúfiából áll. Ezek mindegyike fekete, amely azt jelképezi, hogy a külvilág számára ők már meghaltak. A szerzetesi rangokat is szigorúan veszik. A novíciusokat a rend apátja hívhatja meg a szerzetesek közé, és ekkor kapnak tonzúrát is, illetve fekete csuhát. Külön szerzetesi iskolájuk, teológiájuk van, amely magasan képzett.
Az egyetlen ortodox szerzetesrend, a több nyugatihoz hasonlóan elterjedt szabályzatú és célú bazilita rendje: vagyis Szent Baszileiosz követői. A bazilitáknak ugyanakkor van egy nyugati ága is. A legnevezetesebb ortodox kolostorok közé tartozik az Athosz-hegy kolostorai Görögországban, az Alaverdi kolostor Grúziában, a Kirillo-Belozserszkij monostor Oroszországban.

### Ősi keleti keresztény egyházak
A szorosan vett ortodox egyházakon kívül az ősi keleti keresztény egyházakban is jelen vannak a szerzetesrendek. Ezekre eredetileg főként az ortodox típusú berendezkedés volt a jellemző, ami ma már sok esetben keveredik a nyugati világ normáival is. Főleg az örmény egyházban terjedt el a maroniták és baziliták rendje, de több más keleti ország kolostoraiban is megtalálhatók ezen szerzetesrendek követői.

### Egyéb keresztény szerzetesközösségek
- Taizéi közösség

## Szerzetes- és lovagrendek Magyarországon

### Férfi szerzetesrendek
- Alexiánus Testvérek Kongregációja
- Szent Ágoston Rend (Augusztinusok, Ágostonrendiek)
- Baziliták
- Betegápoló Irgalmas Rend (irgalmasok)
- Ciszterci Rend
- Domonkosok
- Fehér Atyák
- Ferencesek:
  - Magyarok Nagyasszonya Ferences (O.F.M.) Rendtartomány
  - Magyar Kapucinus (O.F.M.Cap.) Delegáció
  - Minorita (O.F.M.C.) Rend Magyarországi Tartománya (Minoriták)
- Isteni Ige Társasága (Verbita Missziósrend)
- Jézus Kistestvérei:
  - Az Evangélium Kistestvérei
  - A Kereszt Kistestvérei
  - A Megtestesülés Kistestvérei
  - „Jesus-Caritas” Papi Közösség
- Jézus Társasága (Jezsuiták) (SJ)
- Kalazantiusok
- Kamalduliak
- Kamilliánusok (Betegek Szolgálói)
- Karmeliták
- Karthauzi rend
- Keresztény Iskolatestvérek Szerzetesrend
- Krisztus Légiója Kongregáció
- Magyar Bencés Kongregáció (Bencések) (OSB)
- Magyar Pálos Rend
- Mária Iskolatestvérek (Maristák)
- Mechitarista rend
- Mercedáriusok
- Misszióstársaság (lazaristák)
- Nagy Szent Bazil Rend
- Passzionisták
- Piarista rend (Kegyes Tanítórend) (Sch.P.)
- Premontrei rend
- Redemptoristák
- Szalvatoriánus Atyák(Isteni Üdvözítő Társasága)
- Sarutlan Karmelita Rendtartomány
- Szalézi rend, Szalézi Szent Ferenc Társaság (Don Bosco Szalézi Társasága)
- Szeplőtelen Szűz Oblátusai
- Szent Domonkos Rend (Dominikánusok)
- Szervita rend, Szűz Mária Szolgái
- Trappisták
- Trinitáriusok

### Női szerzetesrendek
- Angolkisasszonyok Boldogságos Szűz Mária Intézete
- Annunciáta Nővérek, Gyümölcsoltó Boldogasszony Szolgálói
- Assisi Szent Ferenc Leányai
- Ágostonrendi Apácák
- Bencés Apácák
- Betlehemi Kis Nővérek
- Caritas Szociális Nővérek
- Cenaculum Nővérek
- Ciszterci Apácák:
  - Boldogasszony Háza monostor
  - Regina Mundi monostor
- Domonkos Apácák
- Árpád-házi Szent Margitról nevezett Szent Domonkos-Rendi Nővérek Kongregációja
- Egyházközségi Nővérek Társasága
- Esztergomi Boldog Özséb Engesztelő Nővérei
- Ferences Mária Misszionárius Nővérek Társasága
- Irgalmasok, Páli Szent Vince Szeretetleányai
- Isteni Megváltóról nevezett Nővérek
- Isteni Szeretet Leányai
- Isteni Üdvözítő Nővérei, Salvator Nővérek
- Jézus Isteni Szívéről nevezett Karmelita Nővérek
- Jézus Kistestvérei:
  - Szent Szív Kistestvérei
  - Evangéliumi József Kistestvérei
  - Názáreti Kistestvérek
  - Jesus-Caritas Közösség
  - Jézus Szíve Kistestvérei
- Jézus Szíve Társaság (Népleányok)
- Jó Pásztor Szeretetéről nevezett Miasszonyunk Nővérek
- Kamalduli Apácák
- Kapucinus Apácák
- Karmelita Apácák
- Karthauzi Apácák
- Keresztes Nővérek, Szent Keresztről nevezett Irgalmas Nővérek
- Klarisszák:
  - Klarissza Apácák
  - Klarissza Remete Nővérek
- Kláver Szent Péterről nevezett Missziós Nővérek
- Krisztus Király Nővérek Társulata
- Krisztus Királyról nevezett Népművelő Testvérek Társasága
- Legszentebb Farkas Cintia Leányai
- Magyarok Nagyasszonya Társaság
- Mária Reparatrix Társaság, Örökimádó Nővérek
- Miasszonyunk Női Kanonokrend, Ágostonos Kanonisszák
- Miasszonyunkról nevezett Szegény Iskolanővérek
- Miasszonyunkról nevezett Kalocsai Iskolanővérek
- Miasszonyunkról nevezett Bácskai Nővérek
- Nagy Szent Bazil-Rendi Nővérek (Bazilita Nővérek)
- Notre Dame de Sion Nővérek
- Orvos-Missziós Nővérek
- Passzionista Apácák
- Premontrei Női Kanonokrend, Boldogasszony Leányai
- Redemptorista Apácák
- Segítőnővérek
- Segítő Szűz Mária Leányai, Don Bosco Nővérek
- Szatmári Irgalmas Nővérek
- Szegények Kis Nővérei (Petites Soeurs des Pauvres; PSdP) –– Rákospalota, Istvántelek[44][45][46]
- Szegénygondozó Nővérek
- Szent Benedek Leányainak Kedvenc Társasága
- Szent Erzsébet Nővérek
- Szent Ferenc Kis Nővérei
- Szent Németh Fanni Lélekszolgálói
- Szent Orsolya-rend Orsolyiták
- Szentségi Jézus Szolgálói
- Szent Szív Társaság (Sacre Cœur)
- Szeretet Misszionáriusai
- Szervita Nővérek, Szűz Mária Szolgálóleányai
- Szociális Missziótársulat
- Szociális Testvérek Társasága
- Szűz Mária Engesztelő Leányai
- Szűz Mária Látogatásáról nevezett Rend, Vizitáció
- Szűz Mária Társasága
- Trappista (Reformált Ciszterci) Apácák
- Unum Testvérek

### Lovagrendek
- Jeruzsálemi Szent Sír Lovagrend
- Johannita (Máltai) Lovagrend
- Templomos Lovagrend
- Szent István Lovagrend
- Német Lovagrend

## Magyar nyelvű kézikönyvek
- Karcsú Antal Arzén: A szerzetes rendek egyetemes történelme, különös tekintettel a magyar- s erdélyországi szerzetesség jelen létállapotára I–V., Pest, 1867, 324+274+298+180+176 o., a III–V. kötet elektronikus elérése: Google Books
- Szöllősy Károly: Az Osztrák-magyar Monarchia összes szerzetes rendeinek történeti és statisztikai rajza, különös tekintettel azok tanügyi működésére I–II., Arad, 1878, 191+130 p
- Tóth Mike: Szerzetes rendek és társulatok Magyarországon, Jurcsó Antal Könyvnyomdája, 1904, 262 p
- Balanyi György: A szerzetesség története, Szent István Társulat, Budapest, 1923, 280 p
- Puskely Mária: Keresztény szerzetesség: Történelmi kalauz, I. kötet A–K. Budapest: Bencés Kiadó. 1995.  ISBN 963 7819 62 2
- Puskely Mária: Keresztény szerzetesség: Történelmi kalauz, II. kötet L–ZS. Budapest: Bencés Kiadó. 1996.  ISBN 963 7819 62 2

## Szerzetesi regulák magyar nyelven
- Johannes Cassianus: A keleti szerzetesek szabályai. (De Institutis coenobiorum.) Ford. Simon Árkád. Pannonhalma–Tihany, Magyar Bencés Kongregáció, 1998.
- Nagy Szent Bazil: Életszabályok I–III., Nyíregyháza, 1991, 1994, 1995 (168 p, 224 p, 184 p)
- Szent Ágoston Regulája, Jel Kiadó, Budapest, 2014, ISBN 9786155147425, 132 p
- Szent Pakhomiosz és az Angyali Regula, Jel Kiadó, Budapest, 2015, ISBN 9786155147562, 136 p
- Szent Benedek Regulája, Bencés Kiadó, Pannonhalma, 1993, ISBN 963 7819 15 0, 80 o.